# Département des antiquités grecques, étrusques et romaines du musée du Louvre
Le département des antiquités grecques, étrusques et romaines du Louvre (dit usuellement A.G.É.R) est l'un des huit départements du musée du Louvre. Il abrite une des plus grandes et des plus célèbres collections d'art antique du monde, avec des chefs-d'œuvre universellement renommés (Vénus de Milo, Victoire de Samothrace, Sarcophage des Époux), et renferme également la plus grande collection mondiale de céramique grecque.

## Historique
Le département des antiquités grecques, étrusques et romaines du Louvre est le plus ancien du musée. Il a été projeté dès la naissance du Muséum central des Arts en 1793 et inauguré le 9 novembre 1800 (18 brumaire an IX).
Le département se répartit sur trois étages : à l'entresol, la Grèce préclassique ; au rez-de-chaussée, la Grèce classique et hellénistique, ainsi que les antiquités romaines ; au premier étage, auquel on peut accéder par l'escalier Daru où trône la Victoire de Samothrace, les collections étrusques (salles 660, 662, 663), les céramiques grecques exposées dans la Galerie Campana, les figurines en terre cuite, les bronzes et les objets précieux.
En juillet 2010, après d’importants travaux de réaménagement, le musée du Louvre a ouvert au public de nouvelles salles consacrées à l’art grec classique et hellénistique. Après ces travaux, la Vénus de Milo, est passée au rez-de-chaussée de l’angle sud-ouest de la cour Carrée (aile Sully).

## Collections
Le département abrite plus de 80 000 œuvres de l'Antiquité étrusque, grecque et romaine, ce qui en fait l'une des collections les plus riches du monde. On y trouve notamment plus de 5 000 sculptures antiques et plus de 13 000 céramiques grecques. Plus de 5000 bronzes, 2500 bijoux et 1500 verres y sont recensés. Au total, 6 000 œuvres sont présentées dans 50 salles et 9 400 m2.

### Art étrusque
Pour la section de l'art étrusque, les pièces majeures sont la fibule en or et les canopes de Chiusi, le sarcophage des Époux de Cerveteri et les pinakès peints dits « plaques Campana ». 

Urnes cinéraires
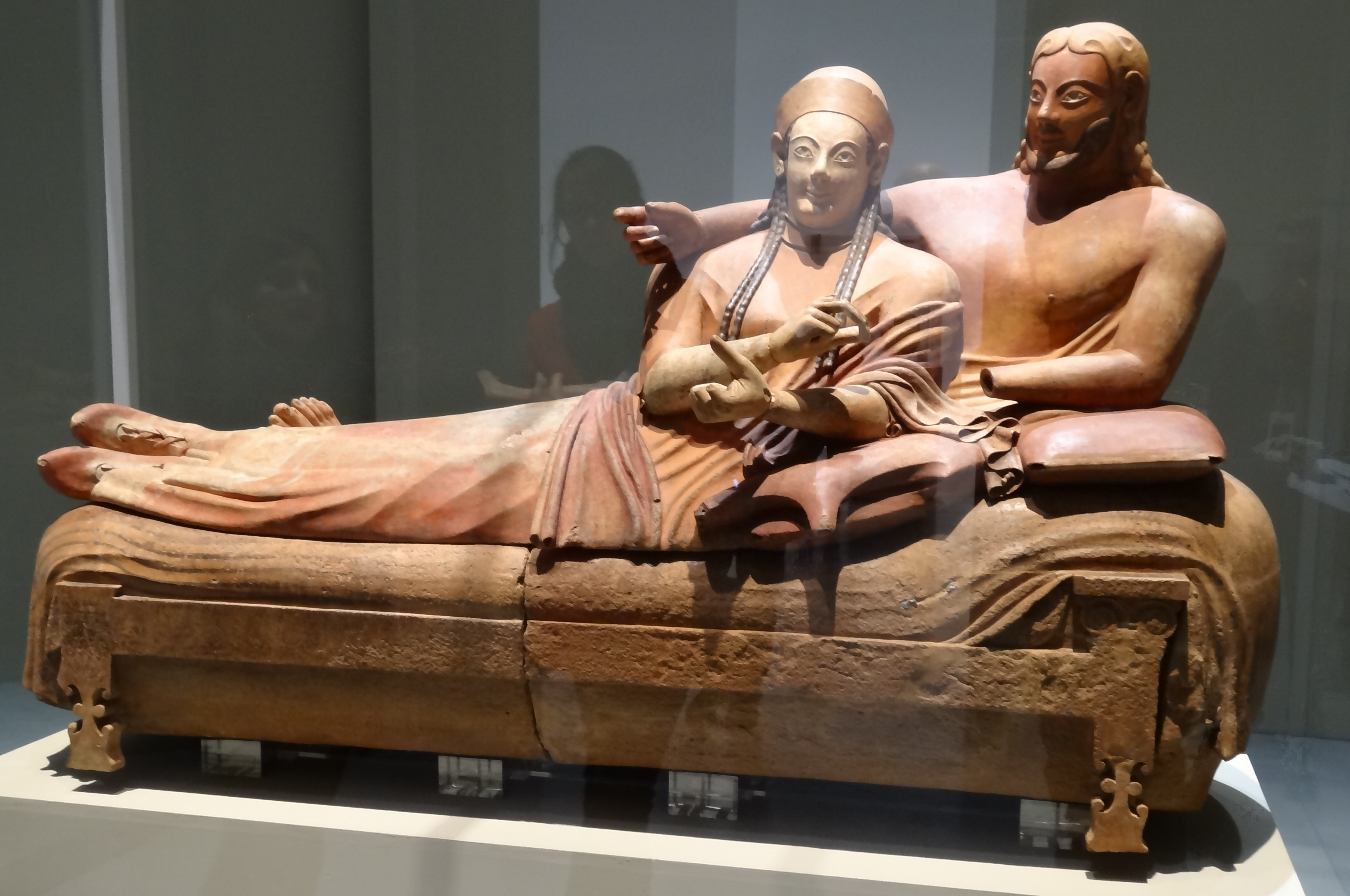
Sarcophage des Époux. Terracotta, Caere, vers -520/-510.
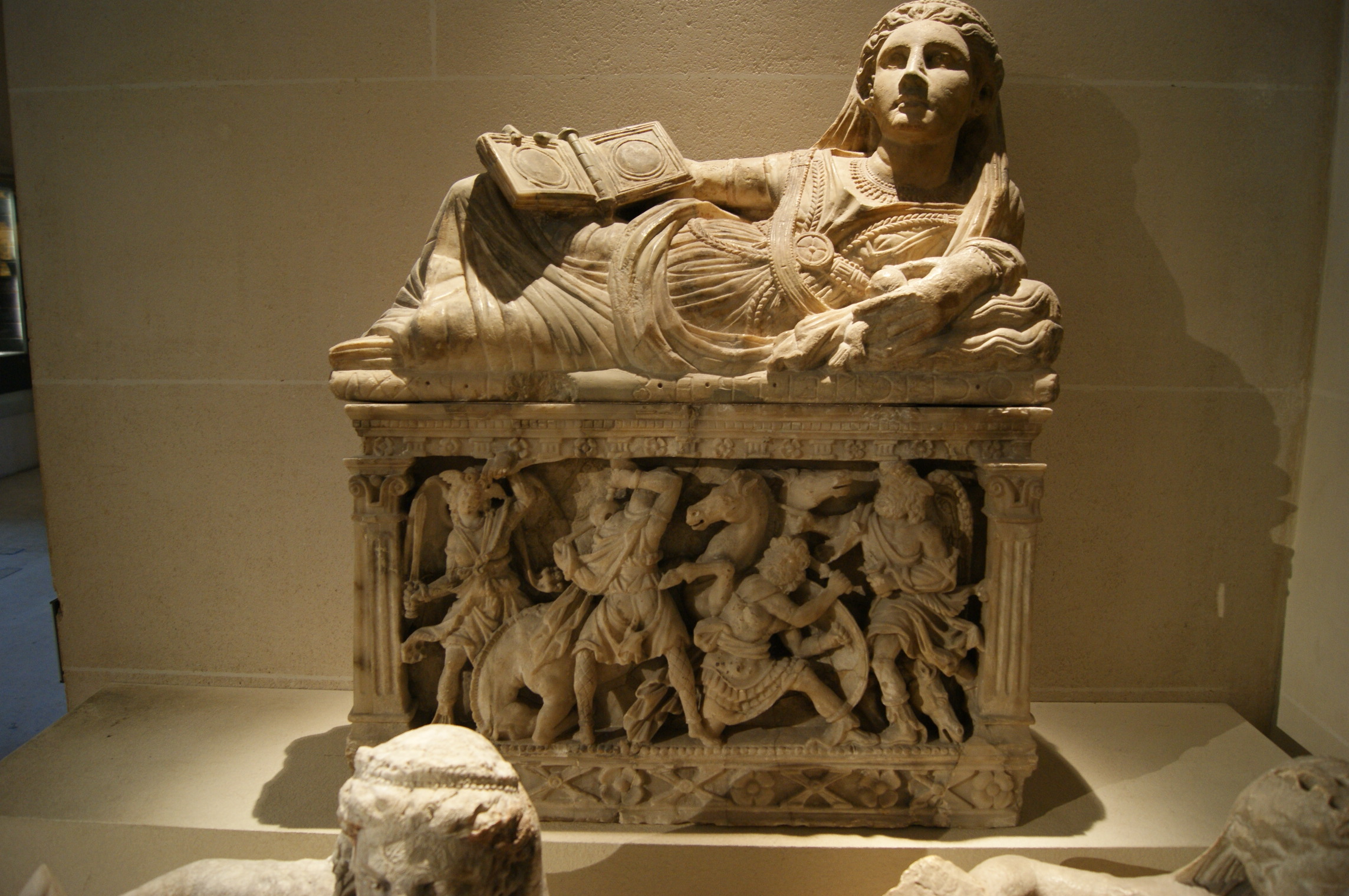
Femme tenant un écrin à miroir. Albâtre, Volterra. -IIe siècle.

Miroirs
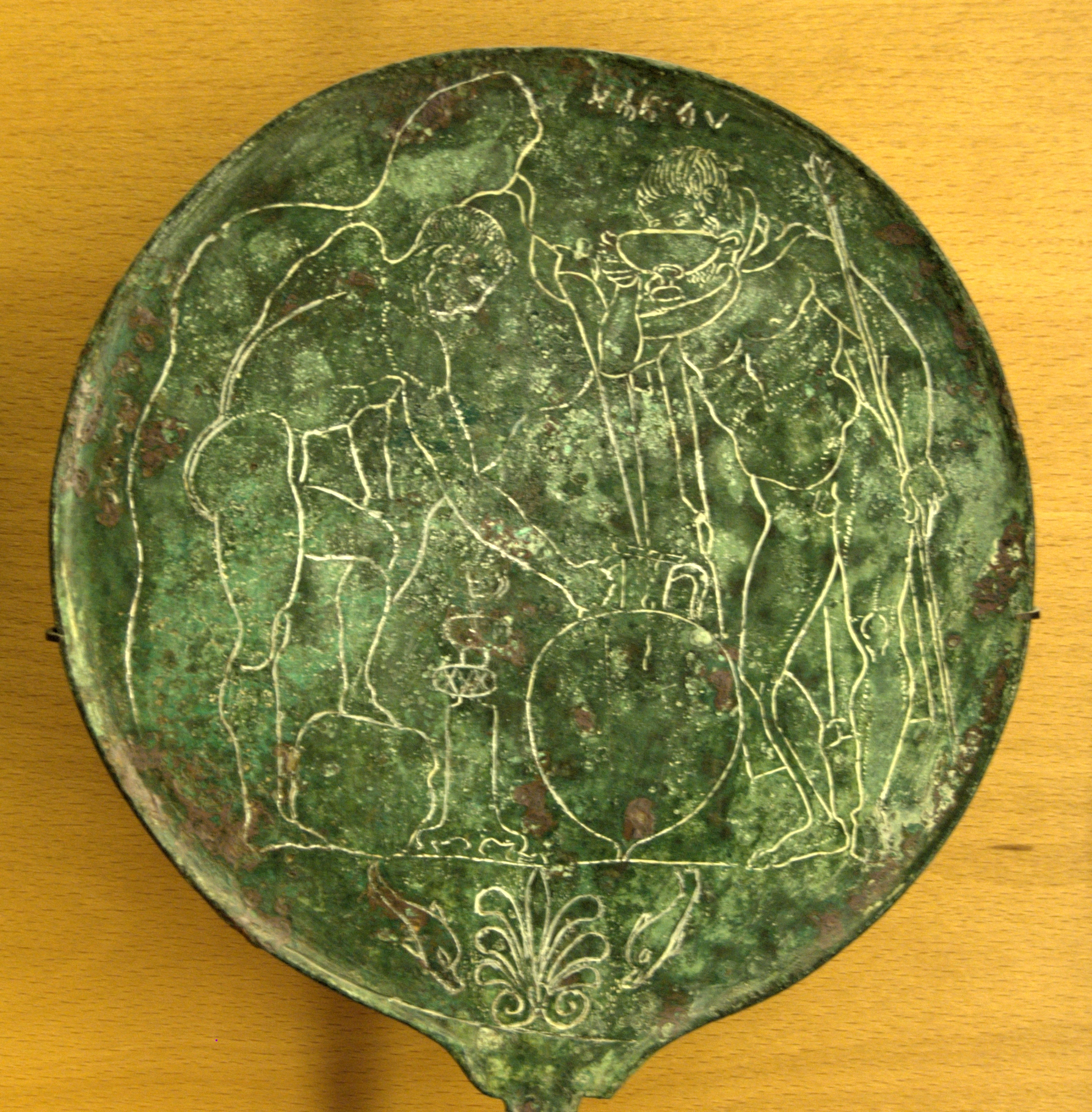
Miroir d'Urphe (Orphée) et Lunc  (Lyncée ?). Miroir gravé, bronze, -IVe/-IIIe siècle.
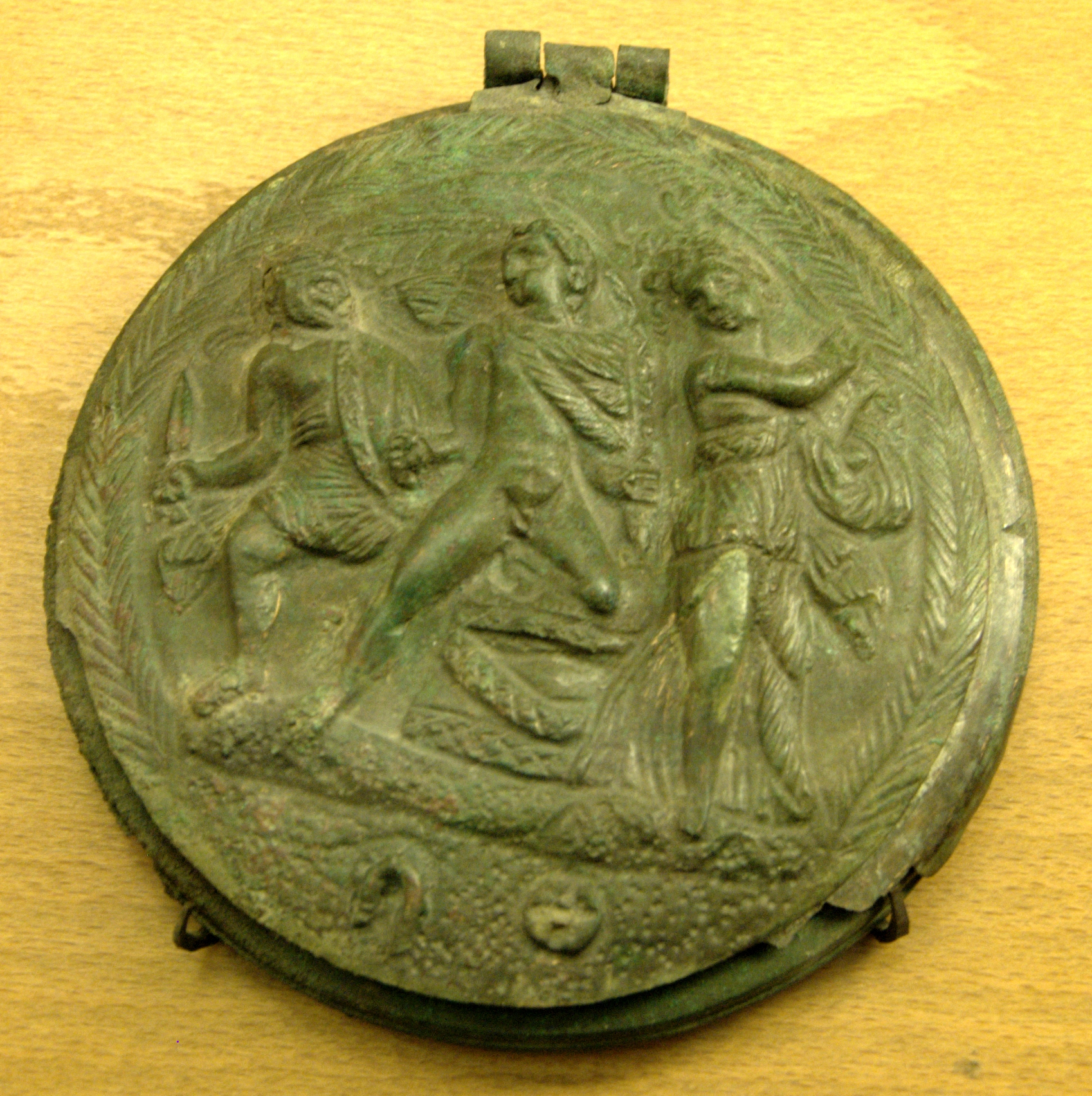
Pâris se faisant reconnaître par Hector et Cassandre. Miroir à boîte, bronze, -IIIe siècle.
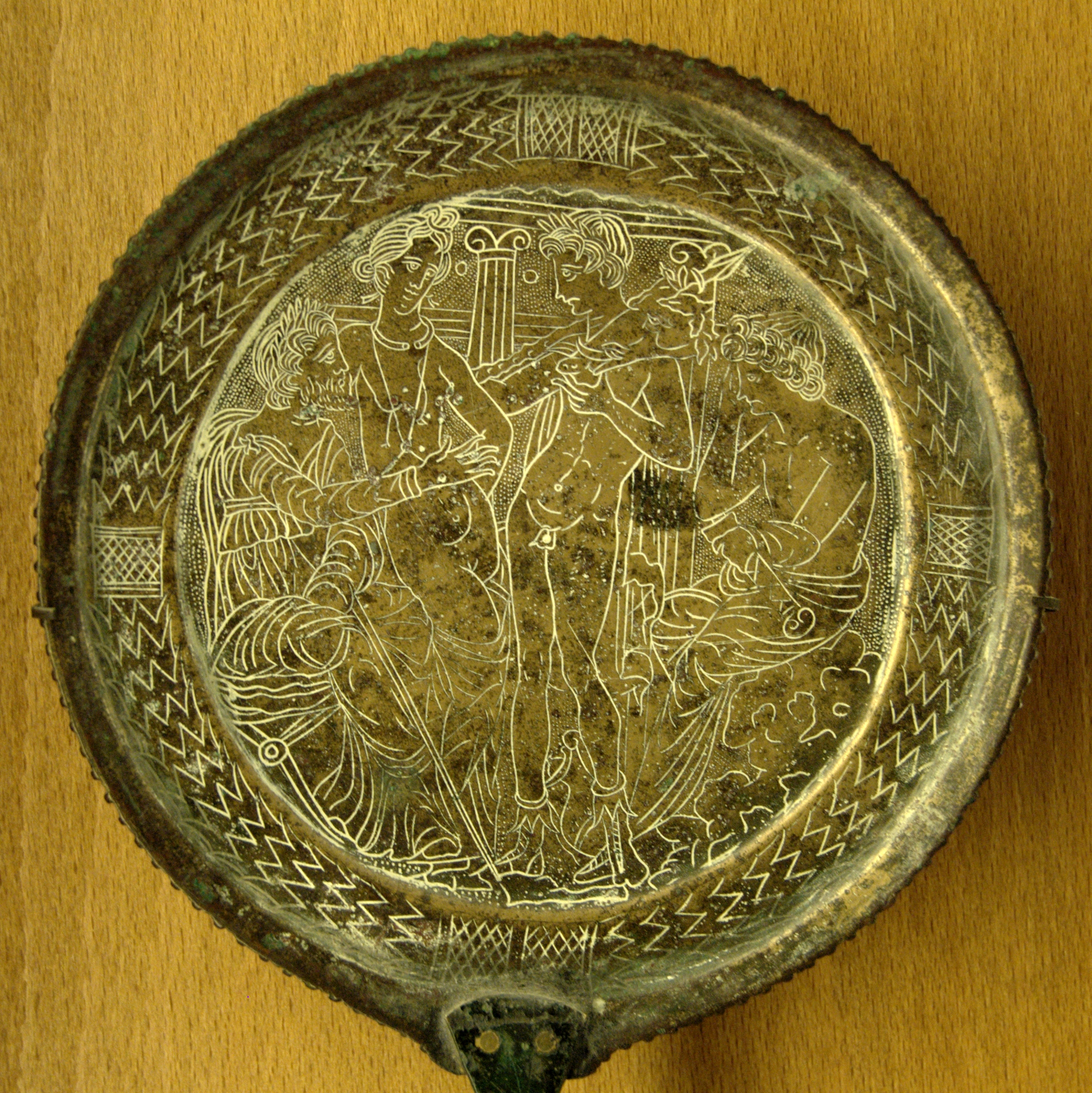
Œnée, Atalante, Méléagre et un fils de Thestios (?). Miroir gravé, bronze, -IVe/-IIIe siècle.

| Objet   | Description | Origine et datation                            |
| ------- | --- | ---------------------------------------------- |
| Ma 3667 | Lion ailé de Vulci Statue trouvée sur le territoire de la cité étrusque de Vulci, non loin de Tarquinia ; sculptée en nenfro, pierre volcanique de l’Étrurie méridionale. Ce lion ailé se rattache à un ensemble d'œuvres représentant des monstres et animaux fantastiques (lions, sphinges, panthères, centaures, monstres marins), destinées à décorer l’entrée des tombes et chambres funéraires. Hauteur 1,06 m ; longueur 0,74 m.                    | Vulci Vers -550.                               |
| Ma 5194 | Sarcophage des Époux Le sarcophage des Époux (ou sarcophage de Cerveteri, ou de Caere) est une urne funéraire étrusque monumentale en terracotta (terre cuite), représentant deux époux allongés dans la pose du banquet étrusque. Ces sarcophages proviennent de la nécropole de Banditaccia, à Cerveteri, dans le Latium. Outre celui du Louvre, il en existe d'autres exemplaires à la villa Giulia de Rome, ainsi qu'à Pérouse, Volterra et Tarquinia. | Nécropole de Cerveteri (Caere) Vers -520/-510. |
| H 78    | Canthare janiforme Canthare plastique à deux visages : tête de satyre (présentée ici) et tête féminine. Terre cuite. Hauteur : 18,5 cm. Denon, rez-de-chaussée, antiquités étrusques, salle 19. | Chiusi Seconde moitié du -IVe siècle           |

### Grèce archaïque
Le début de l'art de la Grèce préclassique est essentiellement représenté au département par des figurines en  terre cuite de la période néolithique (6500-3200  avant J.C.) produites en Thessalie. L'archipel des Cyclades, notamment à Kéros, Naxos (variété dite "de Spedos"), est représenté par des statuettes et vases en marbre de l'Âge de bronze ancien (3200-2000 avant J.C.). Quelques pièces témoignent de la civilisation minoenne ((2000 - 1400 avant J.C.) dont un fragment de fresque (tête féminine de profil, Phaïstos) qui rappelle les décorations palatiales de l'époque à Cnossos. La civilisation mycénienne  (2000 -1050 avant J.C) est essentiellement représentée ici par du matériel funéraire dont un  char (bige) en terre cuite  témoin de l'usage de chars de combat par les guerriers mycéniens.
La période géométrique, allant approximativement de 900 à 700 av. J.-C., est représentée ici par des céramiques aux motifs géométriques pouvant inclure des figures humaines ou des représentations animales stylisées. Viendront ensuite (voir ci-dessous), les périodes orientalisante et archaïque :
| Objet   | Description | Origine et datation                                          |
| ------- | --- | ------------------------------------------------------------ |
| Ma 3098 | Dame d'Auxerre La Dame d'Auxerre est une statuette féminine de style dédalique, qui prélude à l'art archaïque grec. Musée Saint-Germain d'Auxerre, puis musée du Louvre en 1909, « Galerie de la Grèce préclassique ». Calcaire. Hauteur : 0,75 m. | Originaire de Crète Époque orientalisante, vers -630.        |
| Ma 686  | Coré de Chéramyès ou Coré de Samos Korè archaïque découverte à Samos en 1875, autrefois identifiée à Héra. Une dédicace en alphabet ionien est gravée le long du voile : « Chéramyès m'a dédiée à Héra en offrande. » Hauteur : 1,92 m | Sanctuaire d'Héra à Samos (Héraion de Samos) Vers -570/-560. |
| Ma 688  | Couros d'Actium Kouros archaïque provenant du sanctuaire d'Apollon à Actium (Aktion). | Sanctuaire d'Apollon à Actium -570/-560                      |
| Ma 3104 | Tête du Cavalier Rampin Statue archaïque, fragmentaire, trouvée lors du creusement des fondations de l'ancien musée de l'Acropole d'Athènes. Le torse et les fragments du cheval ont d'abord été trouvés en 1867. Ils sont conservés et exposés au nouveau musée de l'Acropole. Puis ce fut la découverte de la tête, en 1877, acquise par le collectionneur français Georges Rampin, qui en fit don au musée du Louvre, où elle se trouve toujours. | Acropole d'Athènes Vers -550.                                |
| MND 888 | Couros de Paros Kouros archaïque provenant du sanctuaire d'Asclépios à Paros. Marbre. Hauteur : 1,03 m. Louvre-Lens (Galerie du Temps) | Sanctuaire d'Asclépios à Paros Vers -540.                    |

### Grèce classique et hellénistique

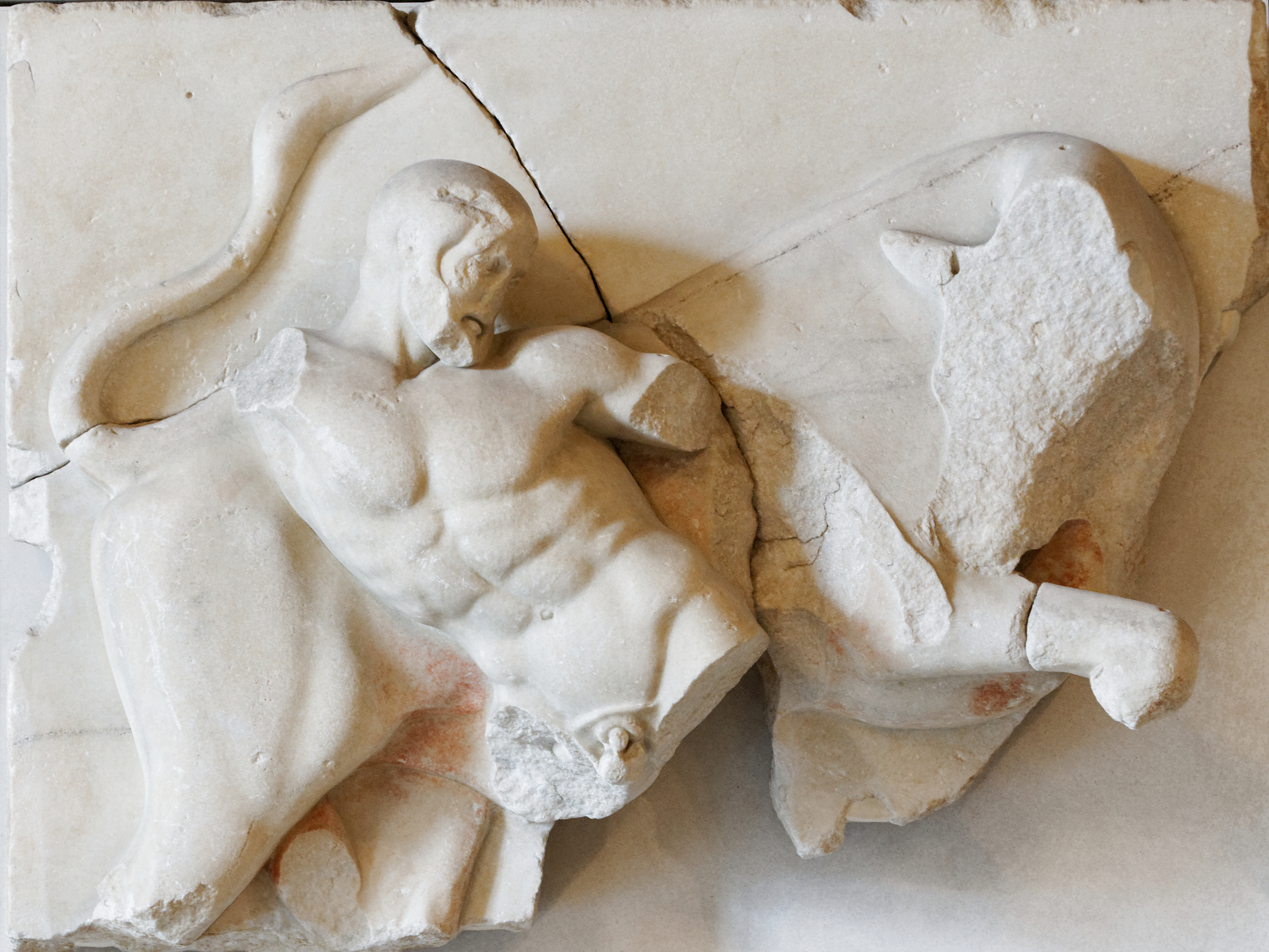
Héraclès et le taureau de Crète, métope du temple de Zeus à Olympie.

Cette section rassemble la Vénus de Milo, la Victoire de Samothrace et de nombreuses copies romaines d'après des originaux grecs perdus, comme l’Apollon sauroctone de Praxitèle, la Vénus d'Arles, l’Arès Borghèse, la Diane chasseresse dite Diane de Versailles ou le Gladiateur Borghèse. 
Marbres d'Olympie
Le gouvernement français, pour aider les indépendantistes grecs, organise l'expédition de Morée en 1828. S'inspirant de l'expédition scientifique de la campagne d'Égypte de 1798, il est décidé d'adjoindre à l'envoi des troupes un groupe de savants. Le Sénat grec, réuni à Argos en 1829, fit don à la France d'éléments de six métopes du temple de Zeus à Olympie.

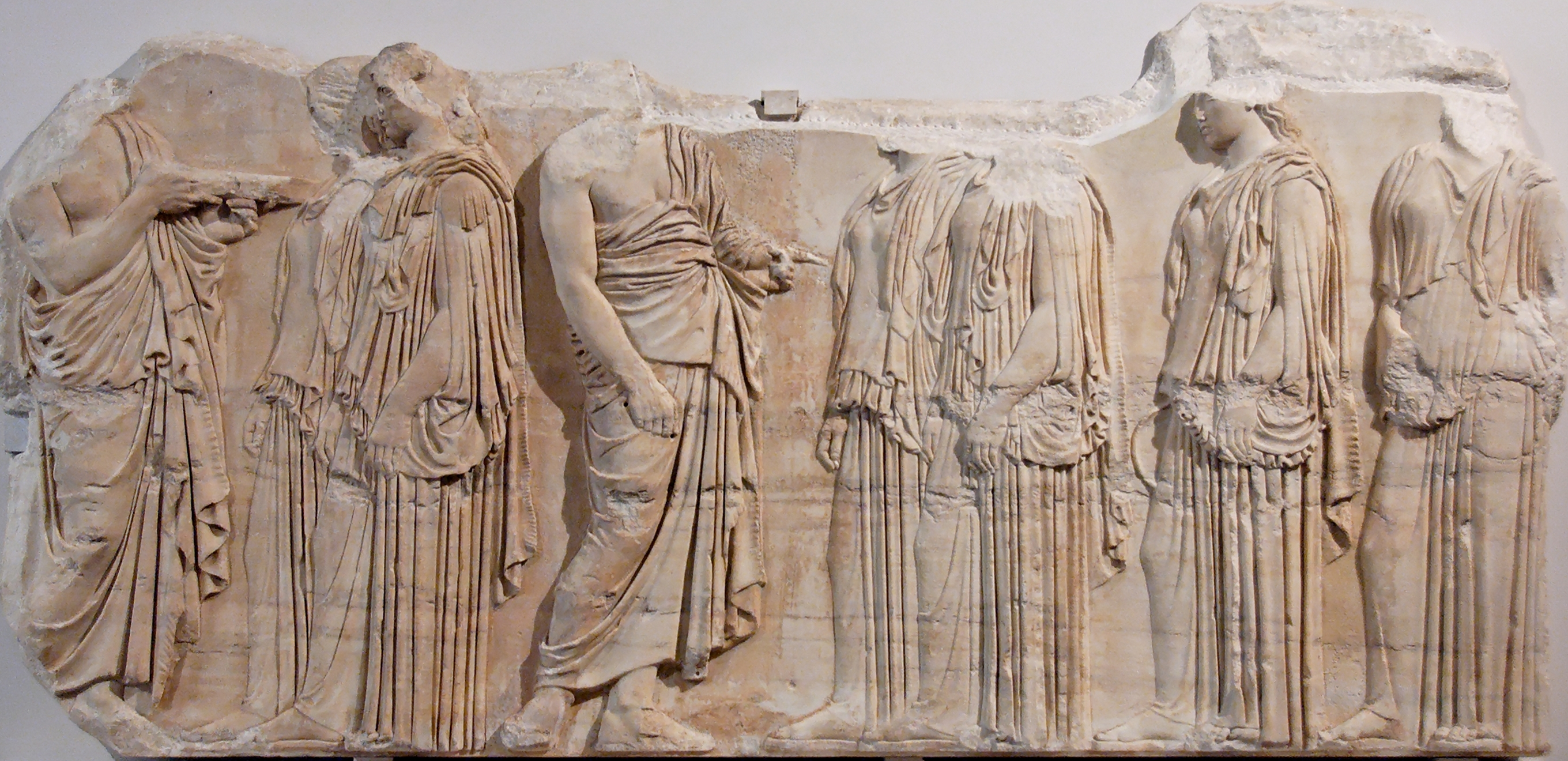
Frise des Ergastines (élément de la frise du Parthénon), vers -430.

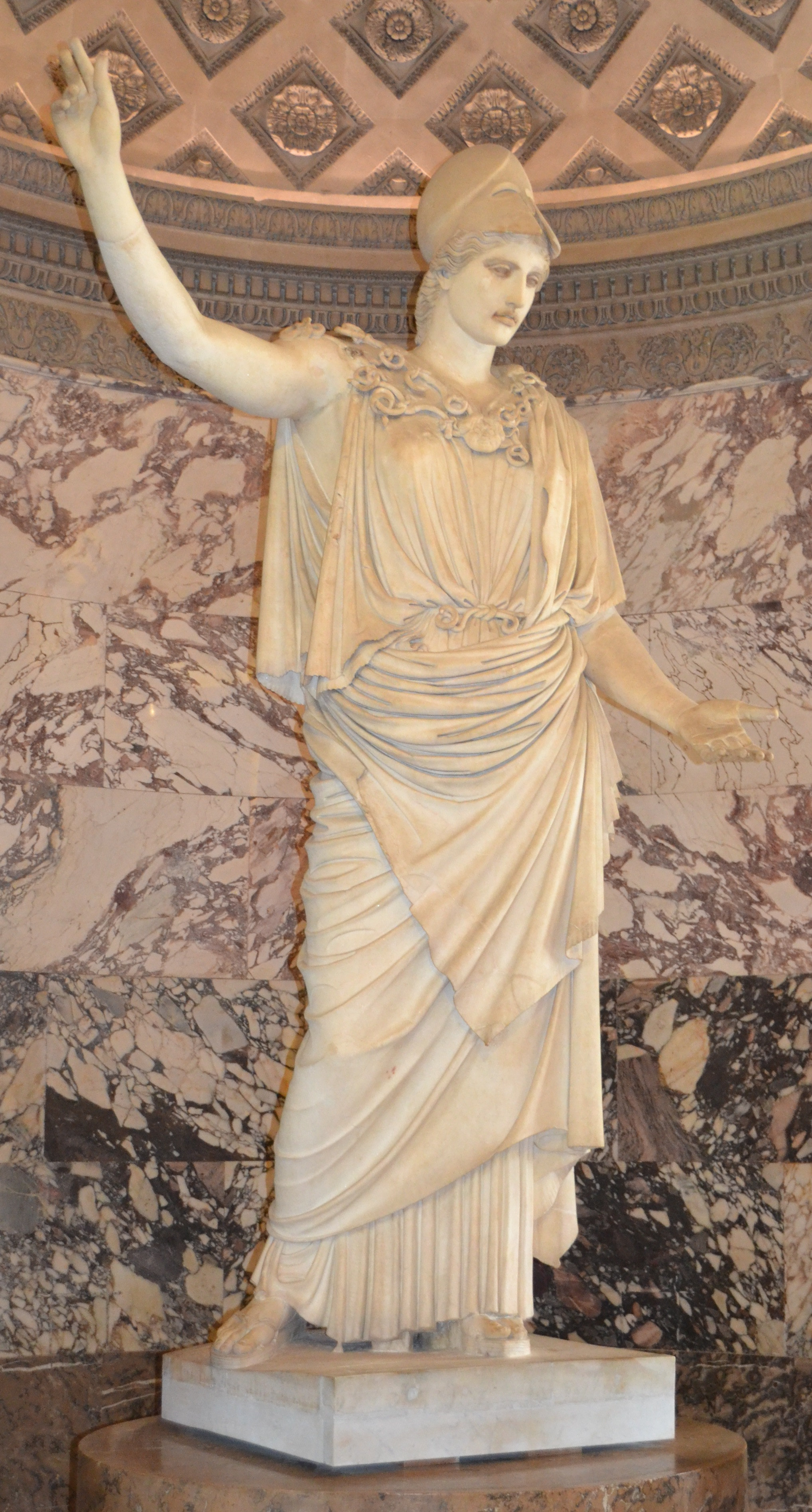
Pallas de Velletri, Ier siècle av. J.-C., original du Ve siècle av. J.-C.
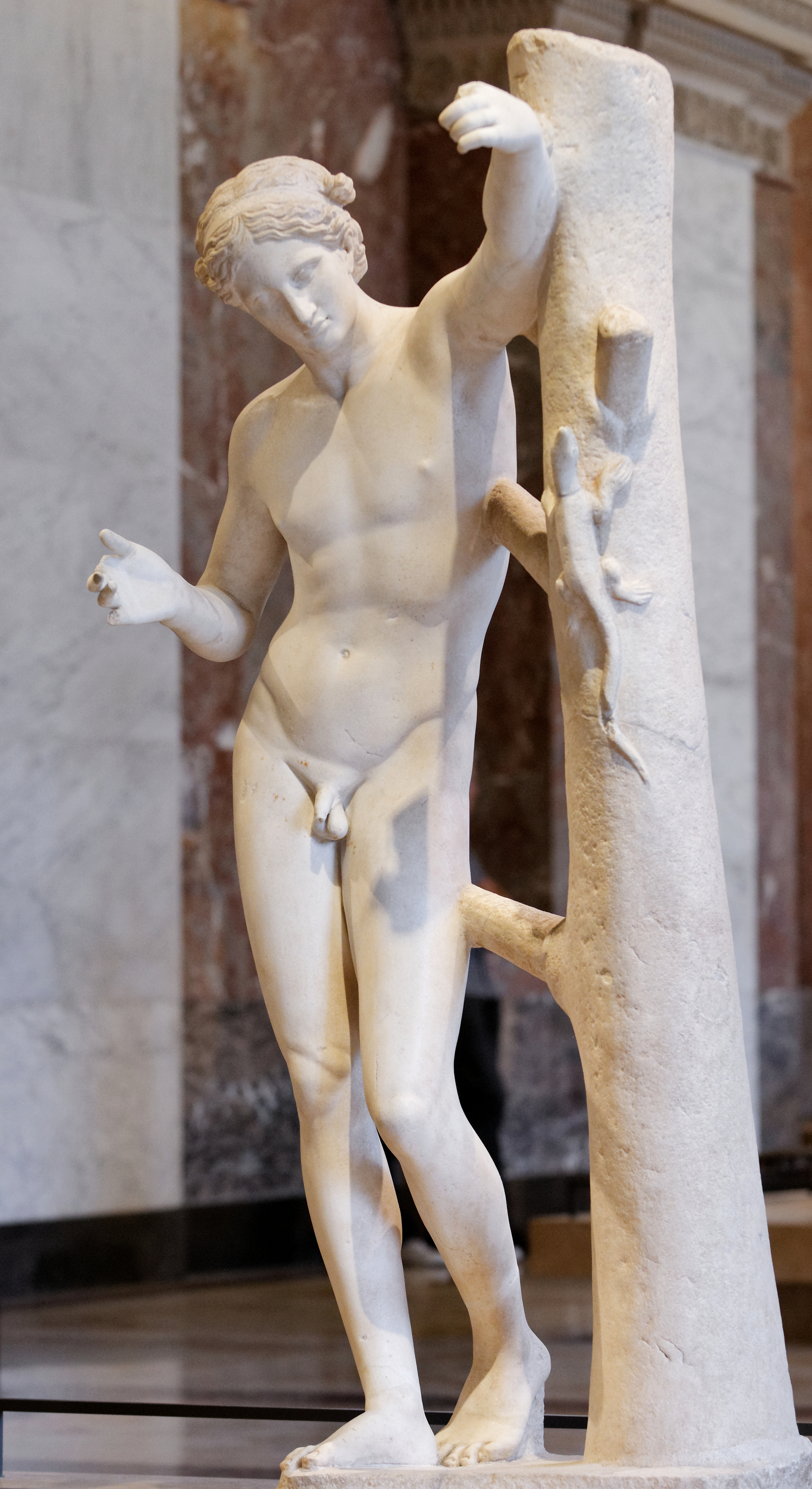
Apollon sauroctone, Ier – IIe siècle, d'après Praxitèle, -350
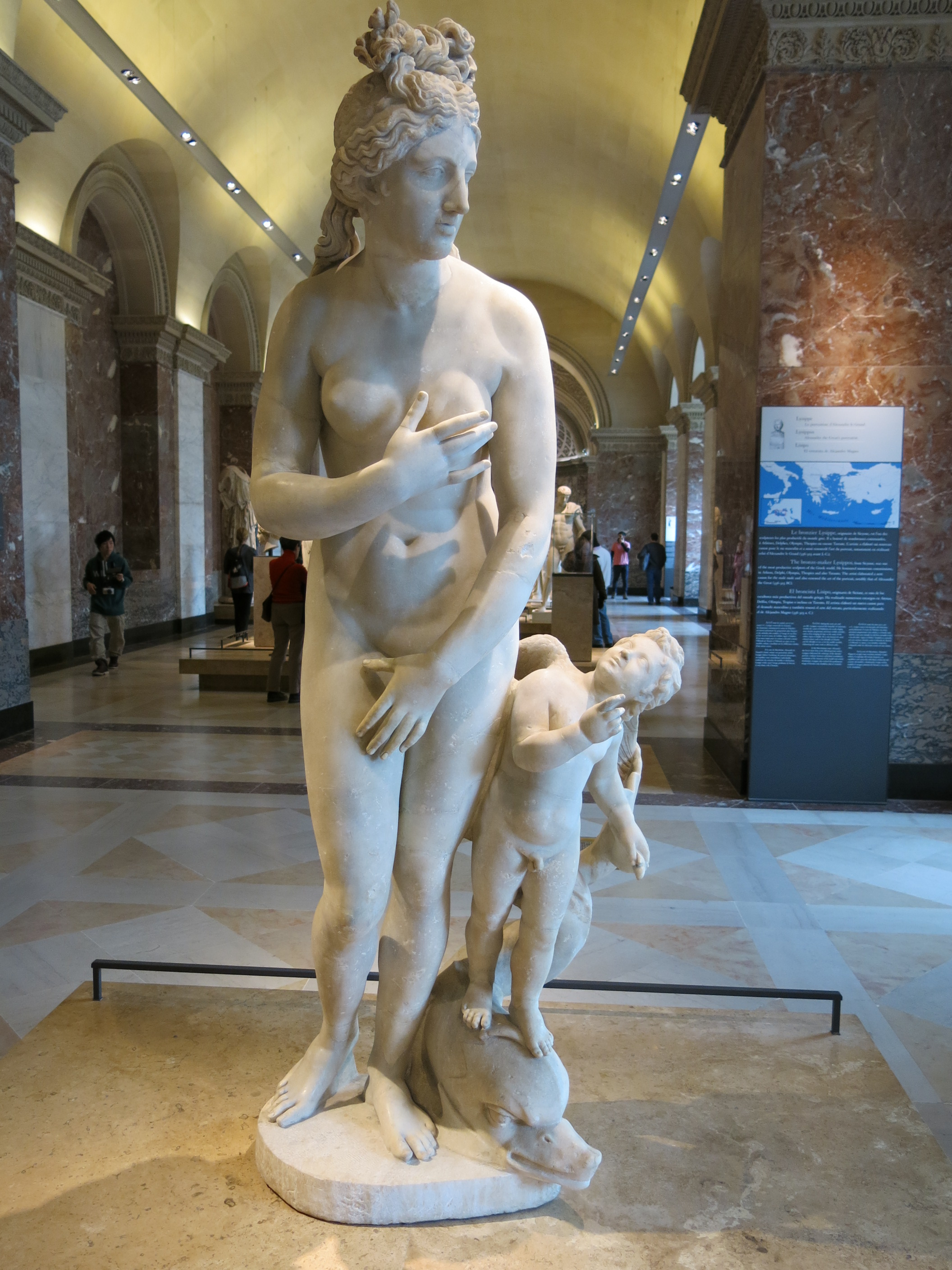
Aphrodite de Cnide, copie romaine, d'après Praxitèle, IVe siècle av. J.-C.
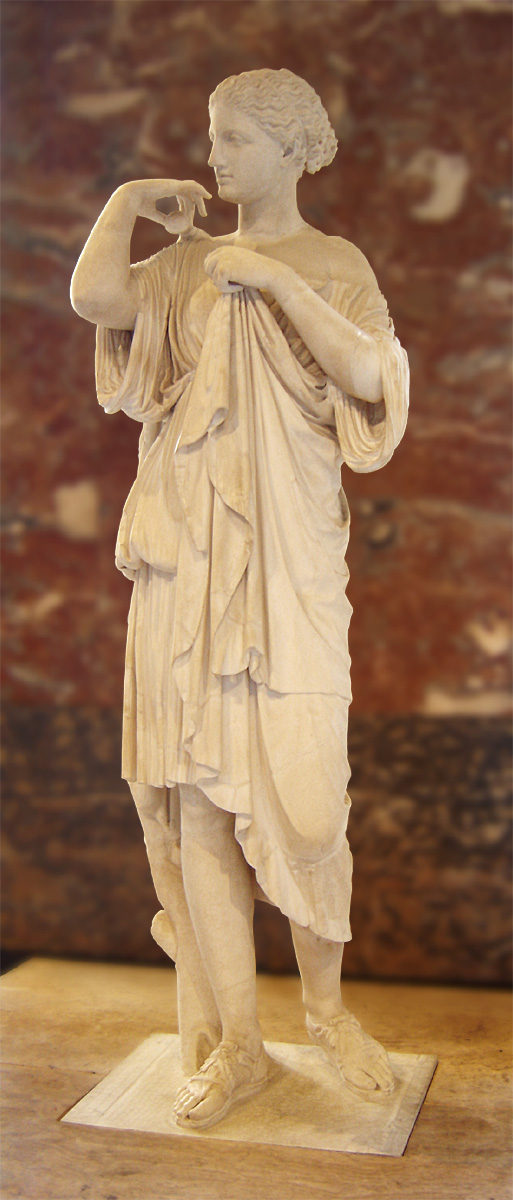
Diane de Gabies, copie début du Ier siècle apr. J.-C., d'après original du IIIe siècle av. J.-C.
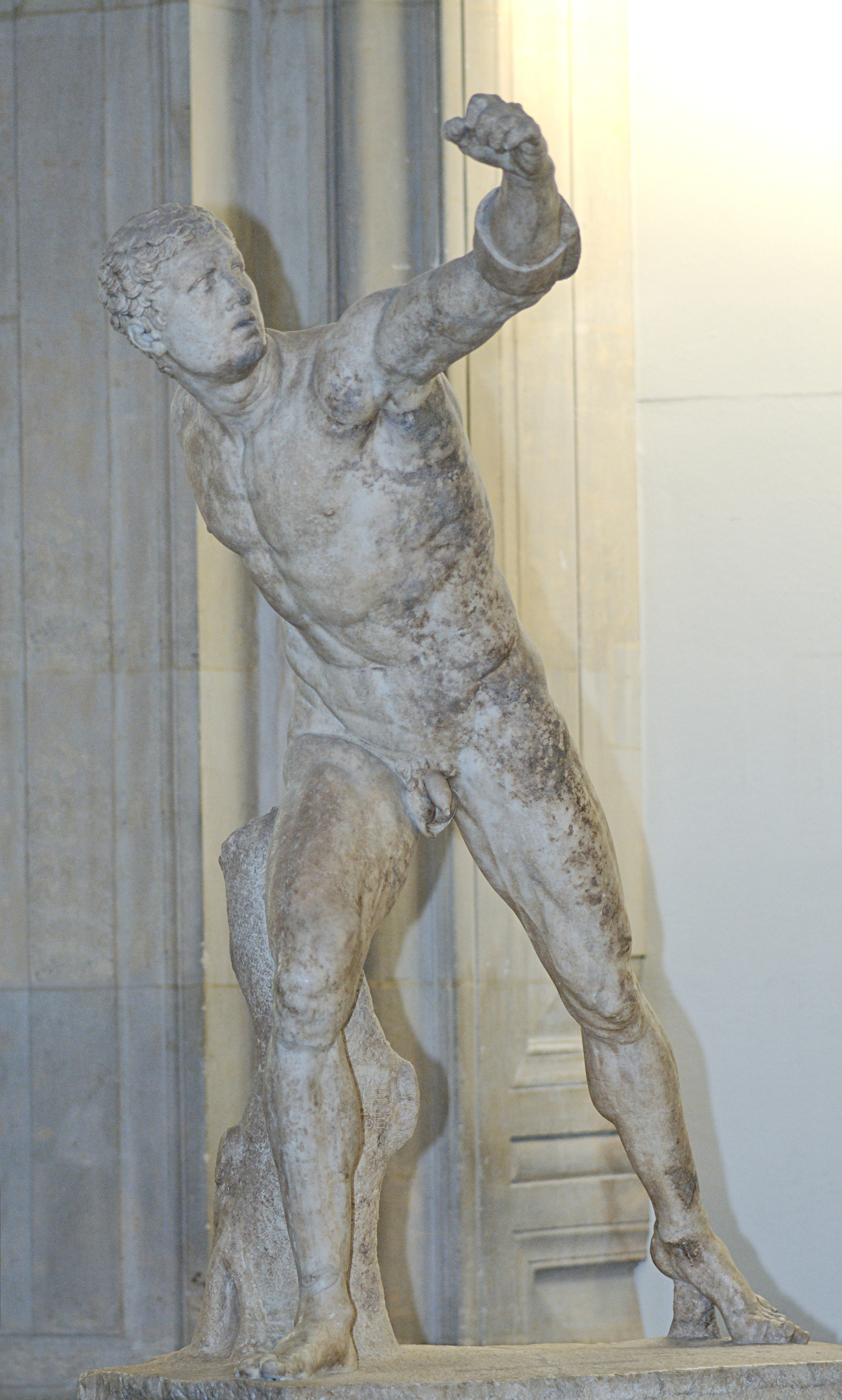
Gladiateur Borghèse, vers -100
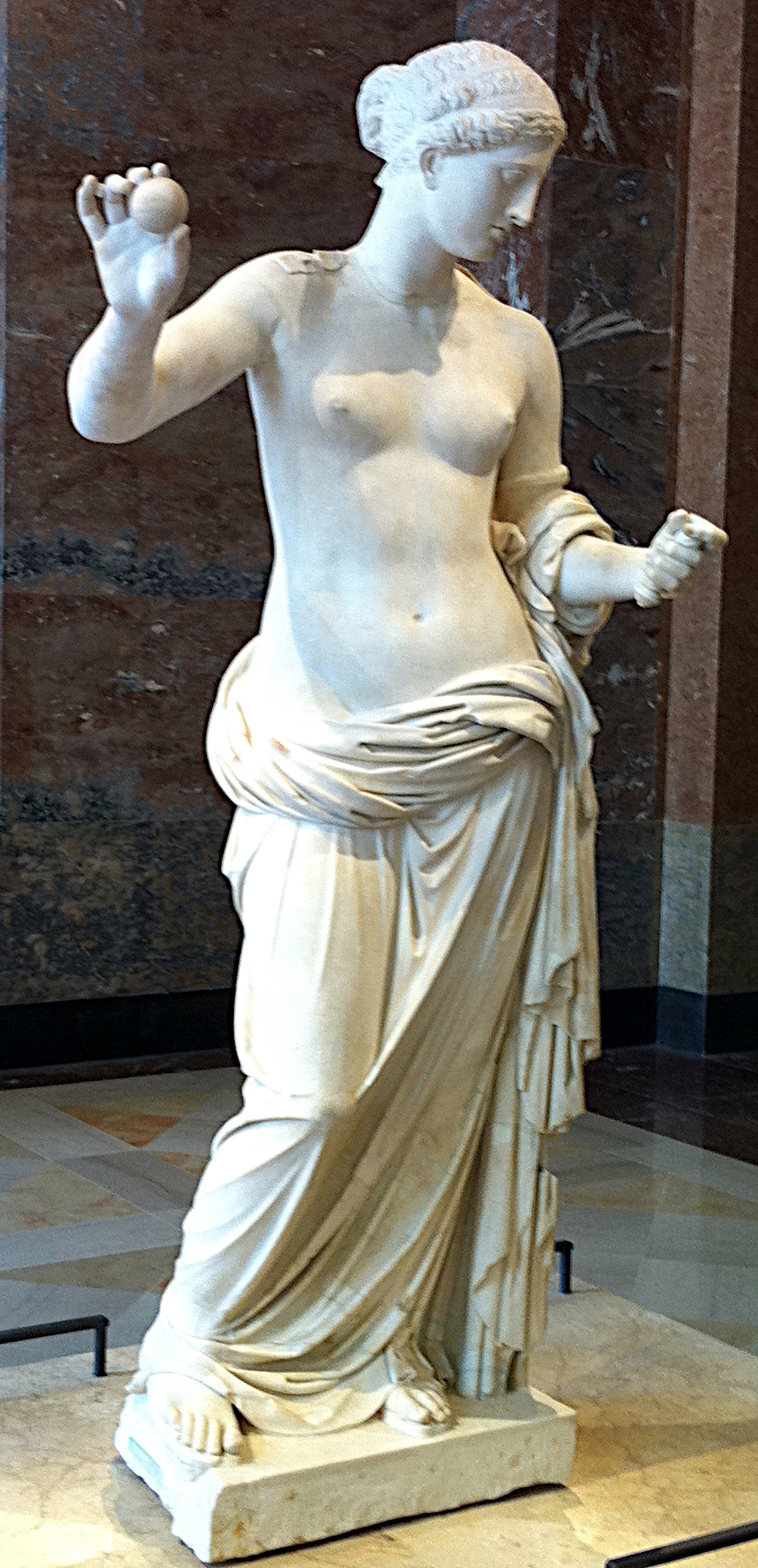
Vénus d'Arles, fin Ier siècle av. J.-C.
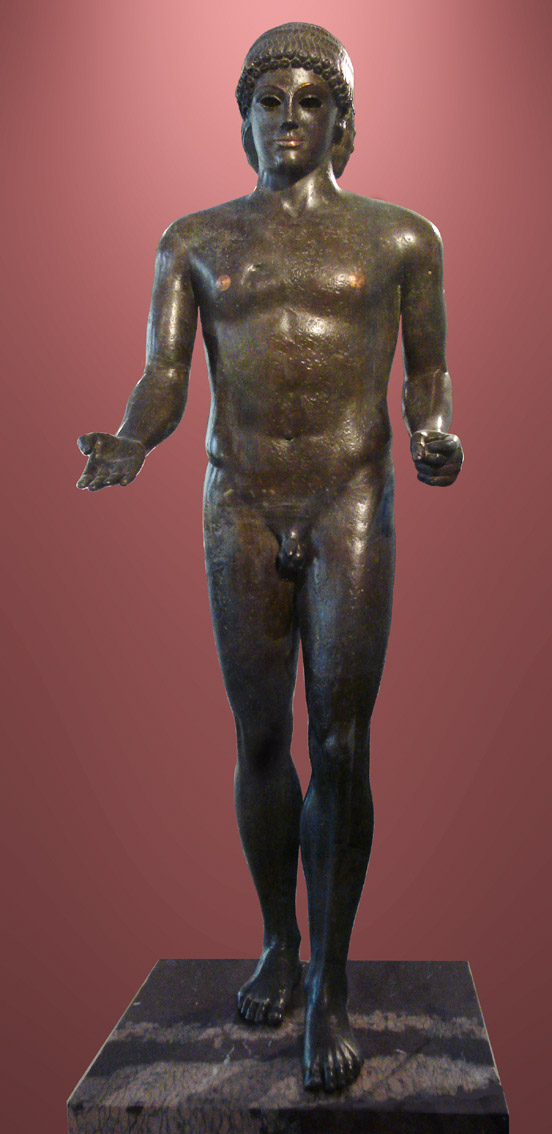
Apollon de Piombino, Ier siècle av. J.-C., pastiche de kouros archaïque.

| Objet   | Description | Origine et datation                                                                 |
| ------- | --- | ----------------------------------------------------------------------------------- |
| Ma 5143 | Tête de cheval attique Marbre de style attique, avec traces de polychromie. Acquis en 2004, provenance inconnue. Notice no 28425, base Atlas, musée du Louvre | Attique Vers -500.                                                                  |
| Ma 2792 | Torse de Milet Torse masculin de style sévère. Marbre de Paros. Hauteur : 1,32 m. Antiquités grecques, salle 3. | Milet Vers -480/-450.                                                               |
| Ma 2369 | Victoire de Samothrace Victoire ailée, messagère de Zeus, debout sur la proue d'un vaisseau. Marbre gris de Rhodes pour le socle, marbre blanc de Paros pour la statue. Hauteur actuelle du monument : 5,12 m ; hauteur de la statue : 2,75 m. Missions Charles Champoiseau, 1863, 1879. Notice no 14199, base Atlas, musée du Louvre Denon, rez-de-chaussée, salle 703. | Samothrace Époque hellénistique Vers -200/-185                                      |
| Ma 399  | Vénus de Milo Statue découverte sans bras sur l'île de Milos en 1820. Don du marquis de Rivière au roi Louis XVIII (1821). Interprétée comme Aphrodite tenant la pomme du jugement de Pâris ou se regardant dans le bouclier d'Arès... Marbre de Paros. Hauteur : 2,02 m. Notice no 14200, base Atlas, musée du Louvre Sully, rez-de-chaussée, salle 345.                | Trouvée sur l'île de Mélos (Cyclades) en 1820. Époque hellénistique Vers -150/-130. |

### Céramiques grecques
Avec plus de 13 000 œuvres, il s'agit de la plus riche collection du monde.
En céramique, on retrouve notamment d'importants vases signés par les peintres Exékias et Euphronios. 
- le dinos du Peintre de la Gorgone

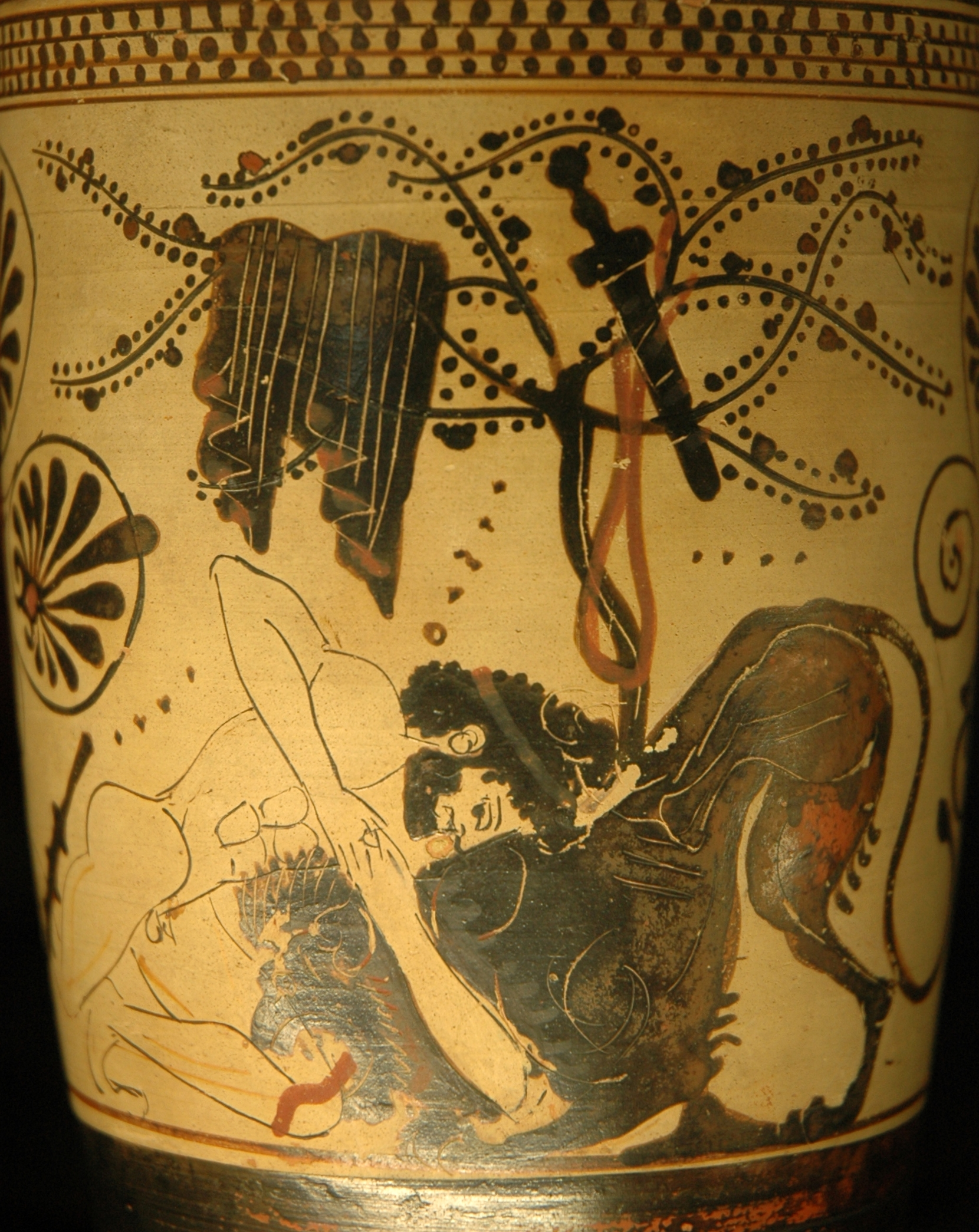
Héraclès combattant le lion de Némée, lécythe à fond blanc, vers 500-475 av. J.-C.
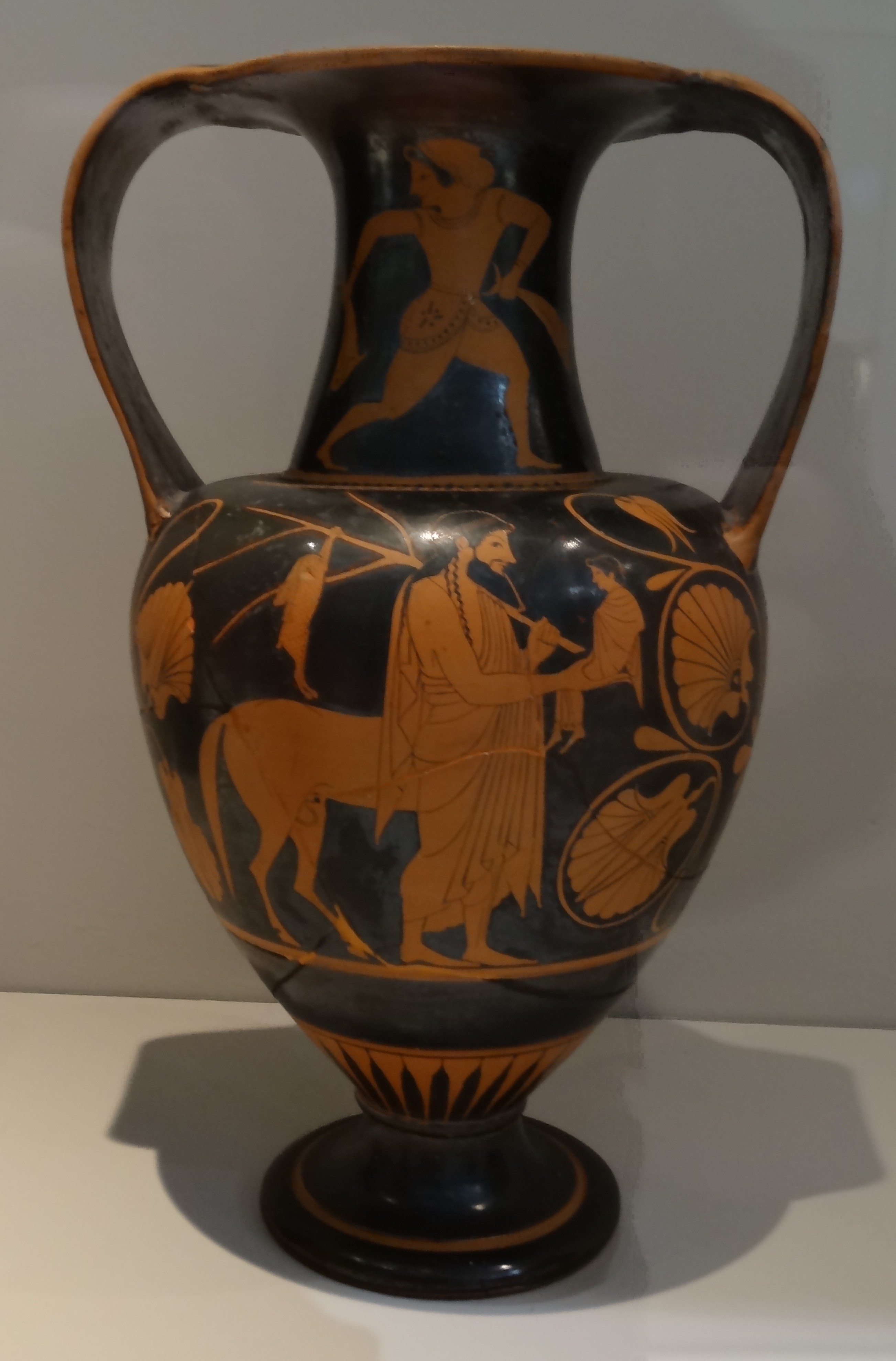
Amphore
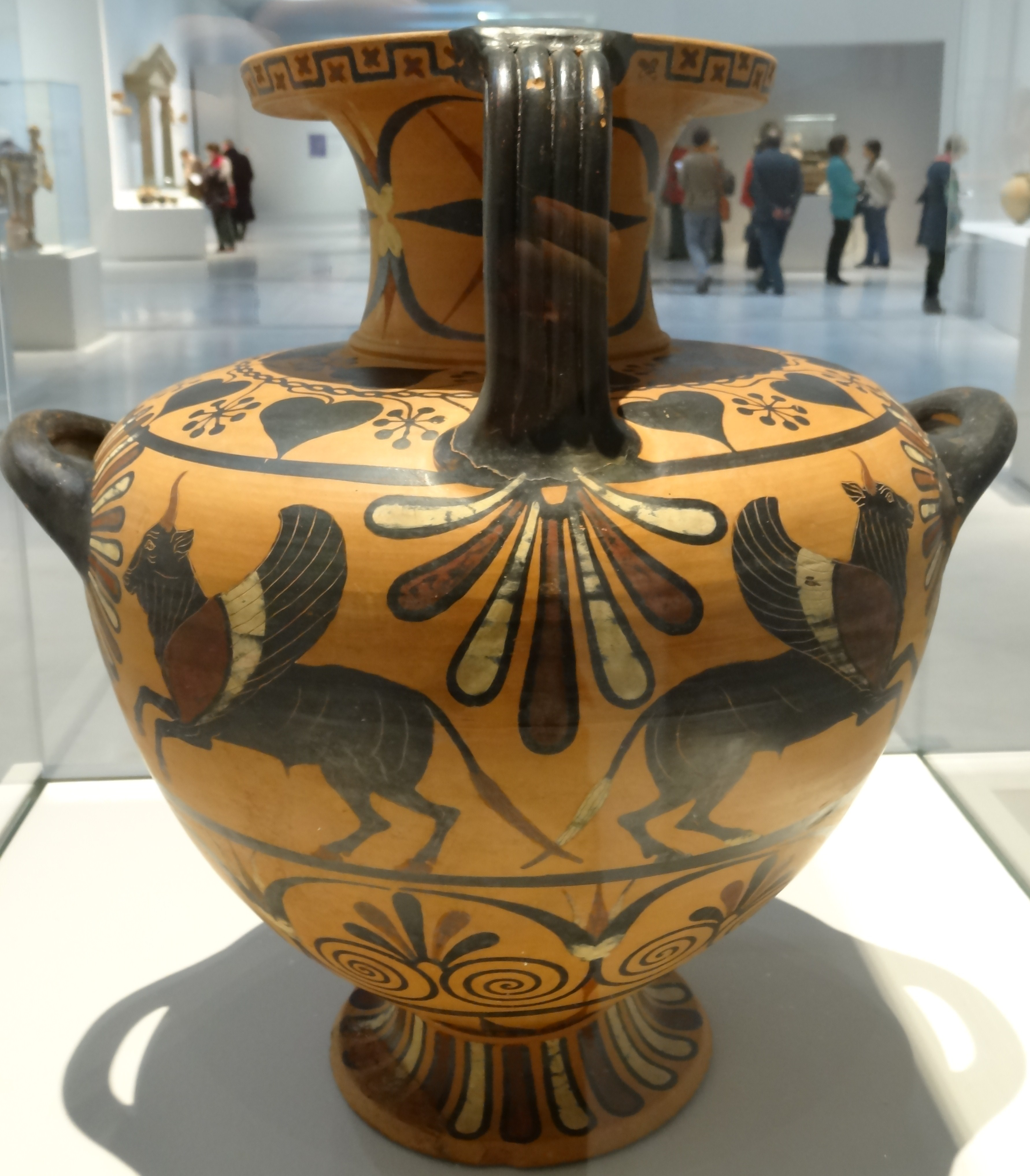
Hydrie
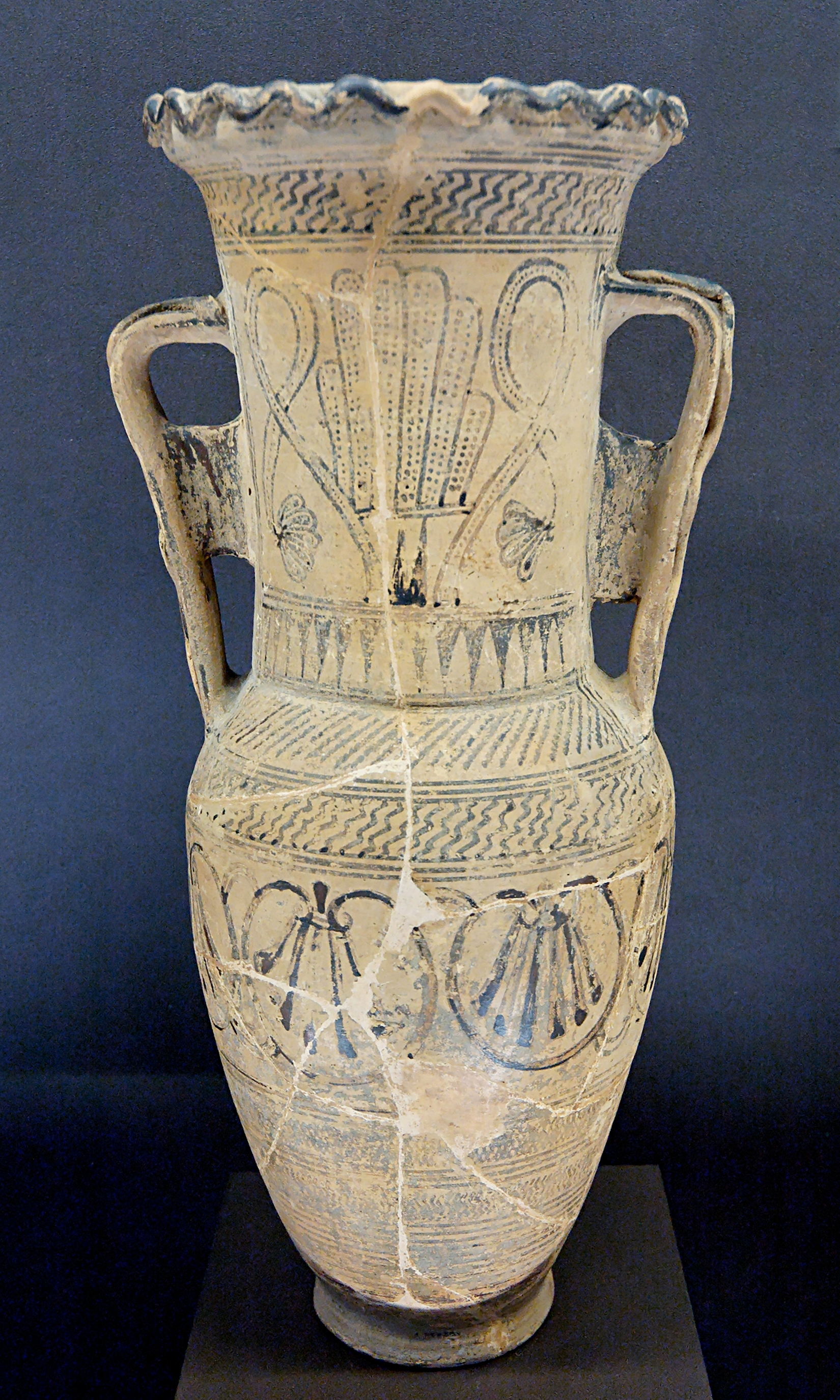
Loutrophore proto-attique, Athènes
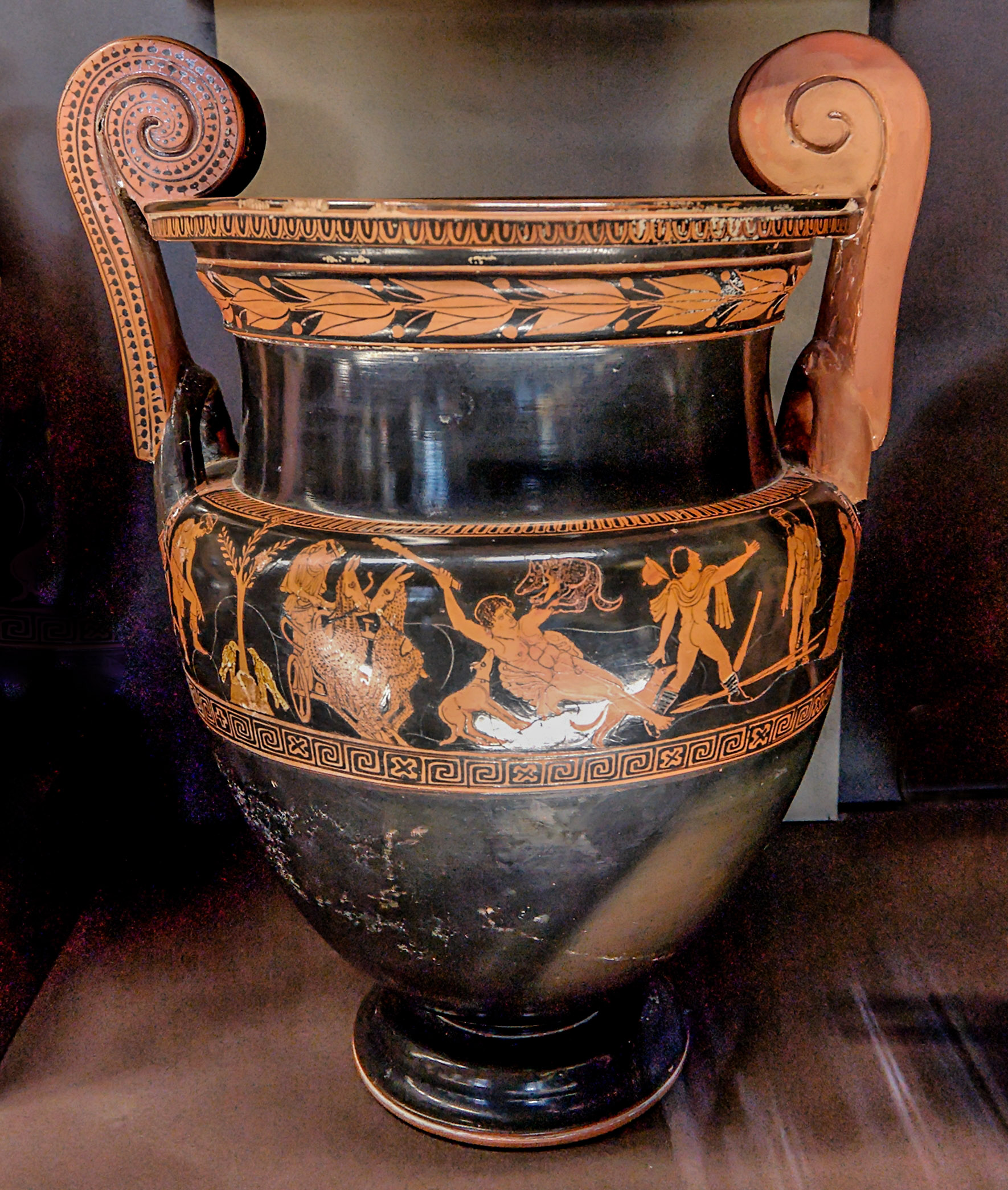
Cratère d'Actéon (cratère à volutes)
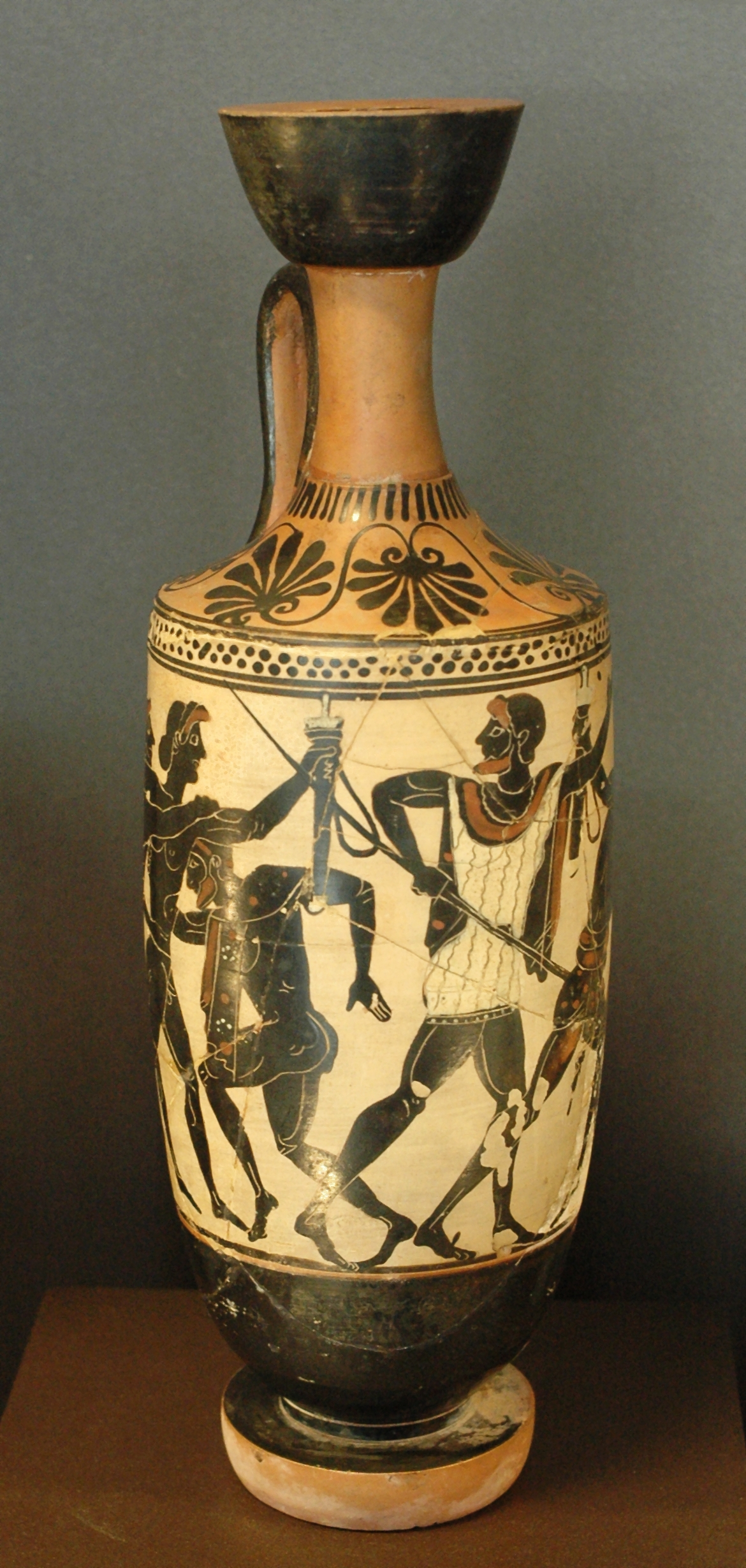
Lécythe "Achille combattant"
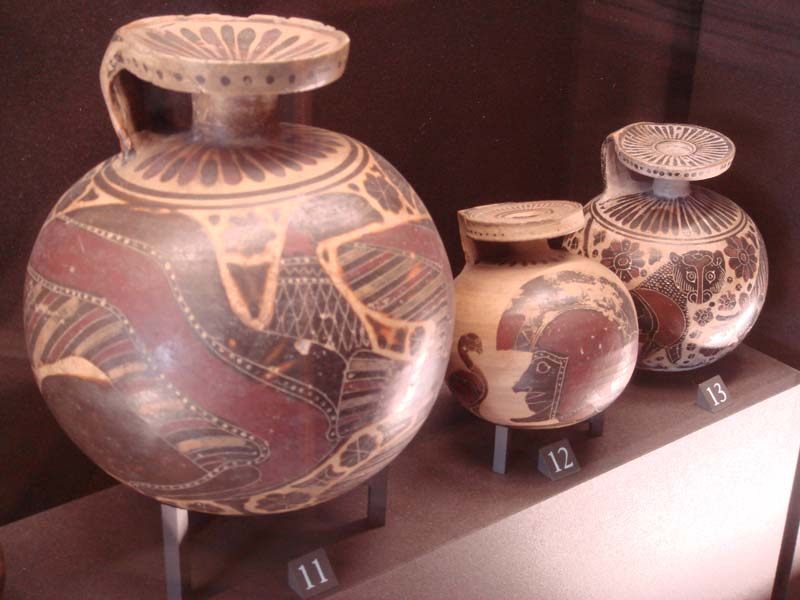
Trois Aryballes
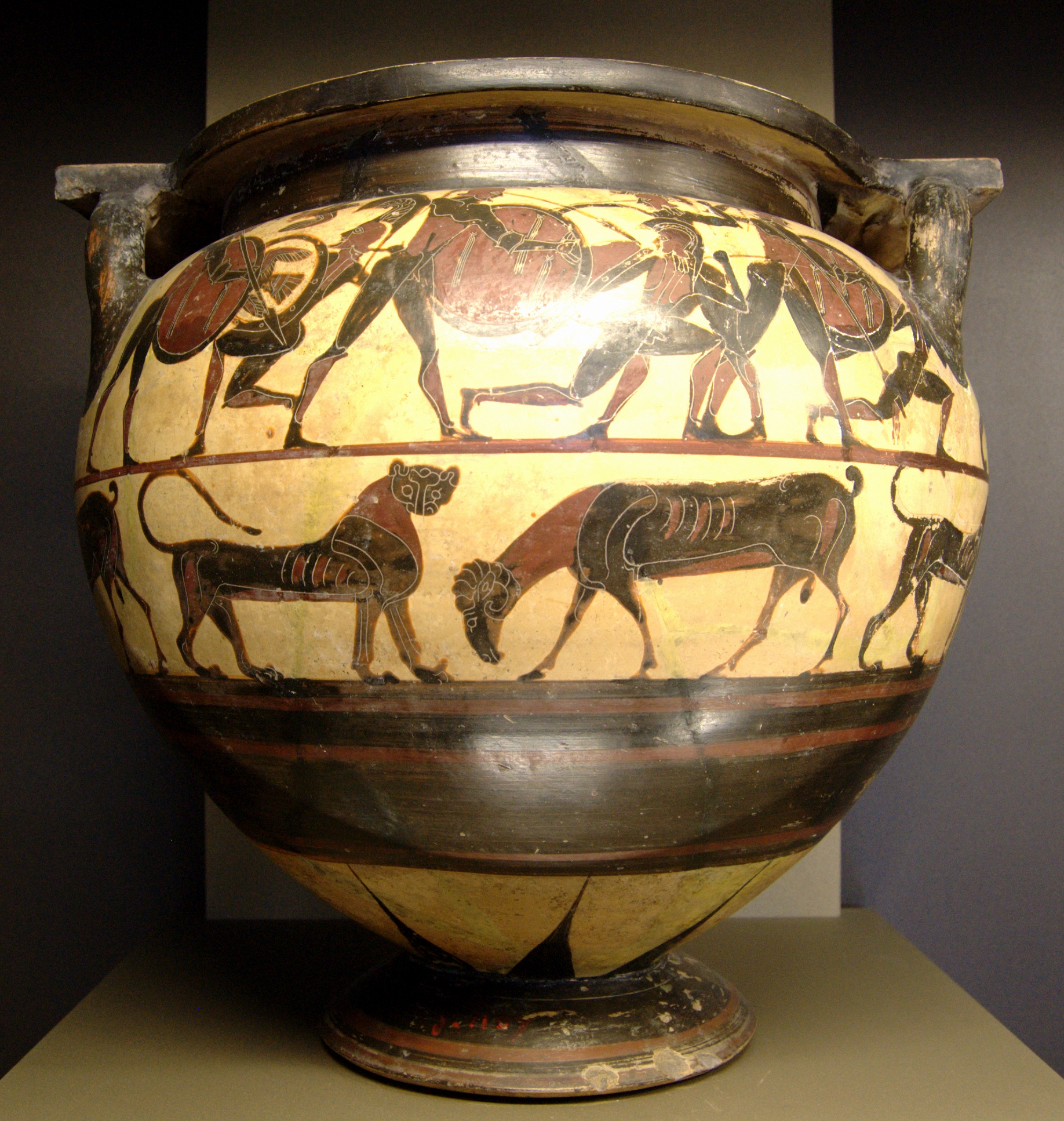
Cratère à colonnettes
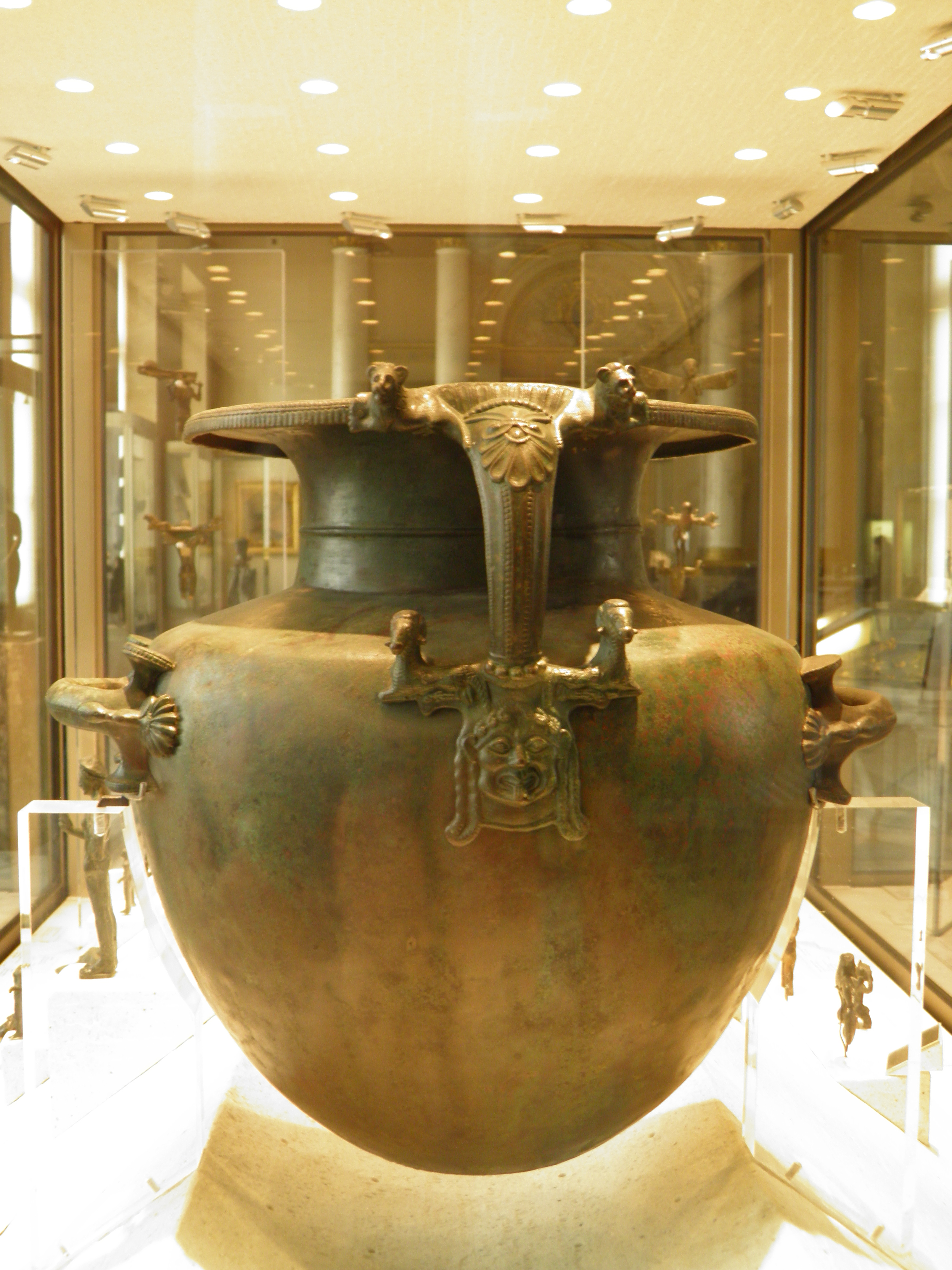
Hydrie en bronze
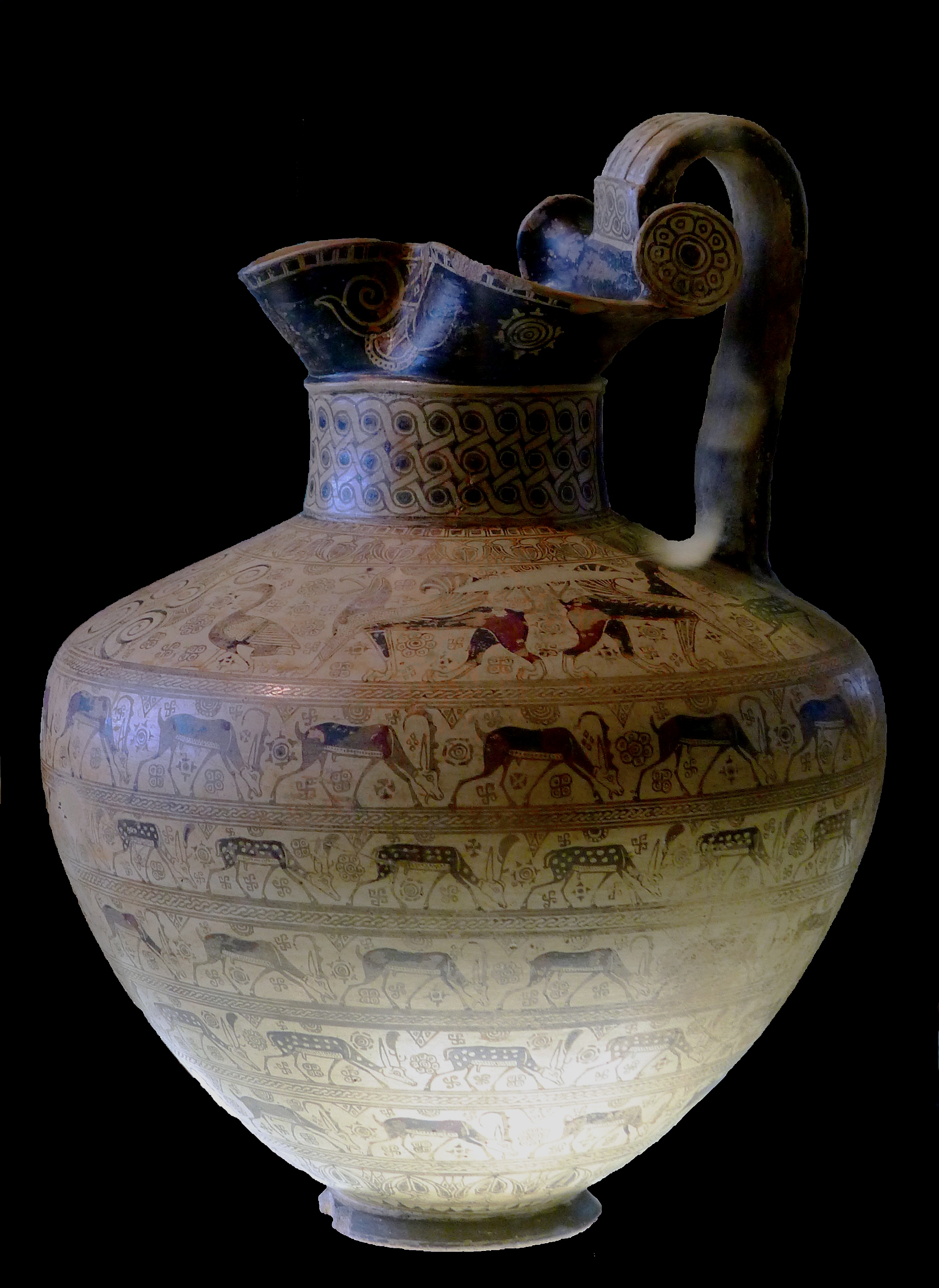
Œnochoé

| Objet          | Description | Origine et datation                       |
| -------------- | --- | ----------------------------------------- |
| E 874          | Dinos du Peintre de la Gorgone | Athènes Vers -580.                        |
| CA 454         | Vase plastique corinthien en forme de buveur Dit aussi Le satyre buveur, vase-statuette cérémonial, avec un comaste, banqueteur participant à des processions rituelles festives dédiées à Dionysos, assis et tenant contre son ventre un vase à boire presque aussi grand que lui. | Grèce Vers -580/-570                      |
| G 103          | Cratère d'Euphronios ou cratère d'Antée Cratère attique à figures rouges du peintre attique Euphronios, attribué au potier Euxithéos. | Cerveteri Vers -515/-510                  |
| G 115          | Éôs et Memnon Décor intérieur d'une coupe attique à figures rouges, vers -490/-480, figurant Éôs (l'Aurore) soulevant le corps de son fils Memnon, du peintre Douris. La composition a souvent été comparée à celle d'une « Pietà ». Inscription kalos. Signature du peintre : "H EOΣ - ΔΟΡΙΣ ΕΓΡΑΦΣΕΝ" « L'Aurore : Douris l'a dessinée. » et du potier : "ΜΕΜΝΟΝ - ΚΑΛΙΑΔΕΣ EΠOΙΕΣΕΝ" : « Kalliadès l'a fait. » Hauteur : 12 cm, diamètre : 26,9 cm. | Capoue Vers -490/-480.                    |
| MNB 1148, K 77 | Loutrophore apulienne à figures rouges (Louvre, K 77) La loutrophore est un vase grec caractérisé par un long col et deux anses. Il était utilisé pour transporter l'eau lors des mariages et funérailles. Décor complexe à figures rouges comportant notamment une stèle en forme de naïskos. | Apulie, Italie. Tarente ? Vers -340/-330. |

### Rome

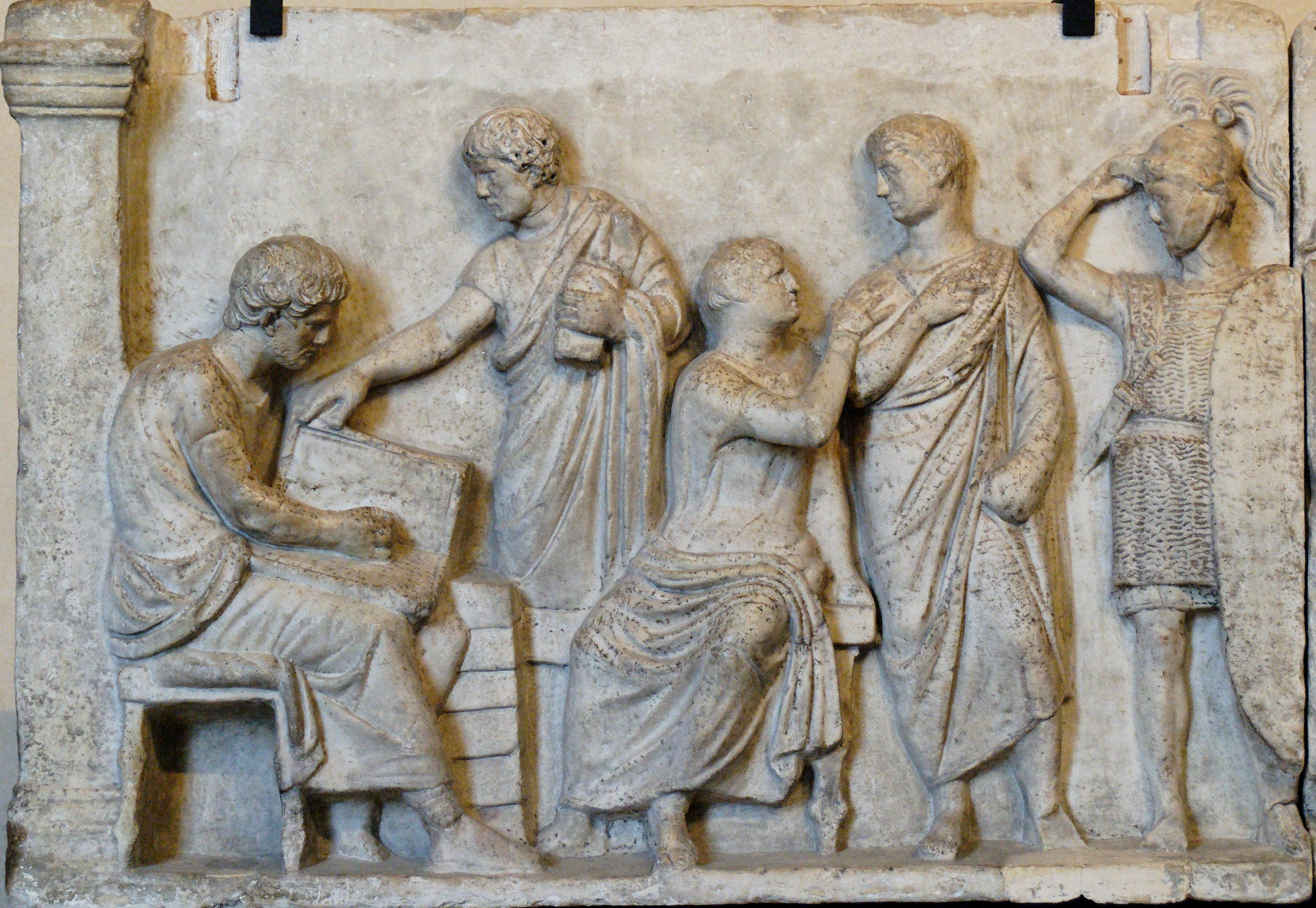
Enregistrement des citoyens romains.

- Base du groupe statuaire de Domitius Ahenobarbus

Le panneau historique de l'autel, long de 5,65 mètres, haut de 80 centimètres, en marbre de Paros, vers 120, présente un bas-relief illustrant les différentes étapes d'un recensement des citoyens romains. Le relief, qui est un des premiers exemples de style continu, se lit de gauche à droite et peut être divisé en trois séquences : l'inscription des citoyens romains sur les registres du cens, la purification de l'armée près d'un autel dédié à Mars et la levée des soldats.
- Antinous Mondragone
- Apollon sauroctone
- Apollon de Piombino

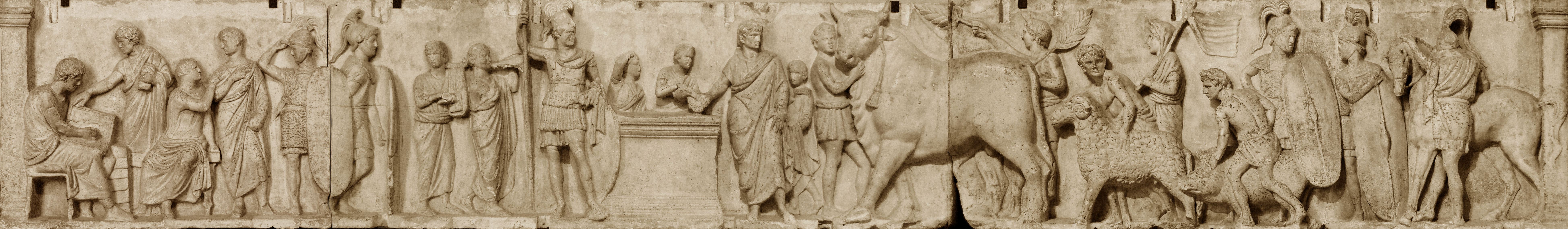
Base du groupe statuaire de Domitius Ahenobarbus : recensement des citoyens romains, vers 120.

- Statue funéraire de Marcellus en Hermès Logios
- Portrait d'Agrippa du type de Gabies, de nombreux portraits d'empereurs, notamment d'Auguste, Trajan, Hadrien et Septime Sévère
- Sarcophage de Thessalonique
- Arès Borghèse
- Vénus Borghèse
- Vénus de Vienne
- Satyre verseur

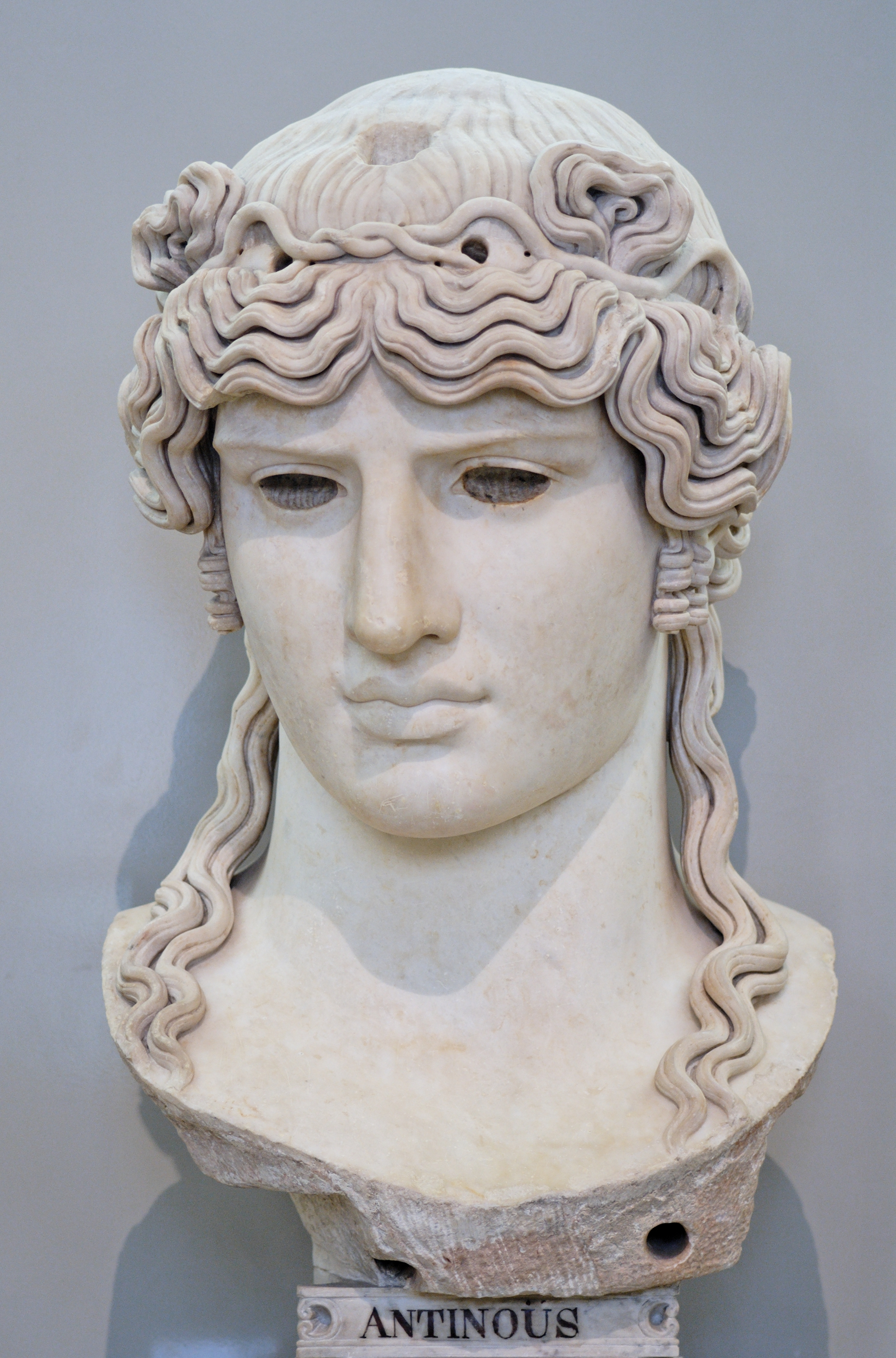
Antinous Mondragone
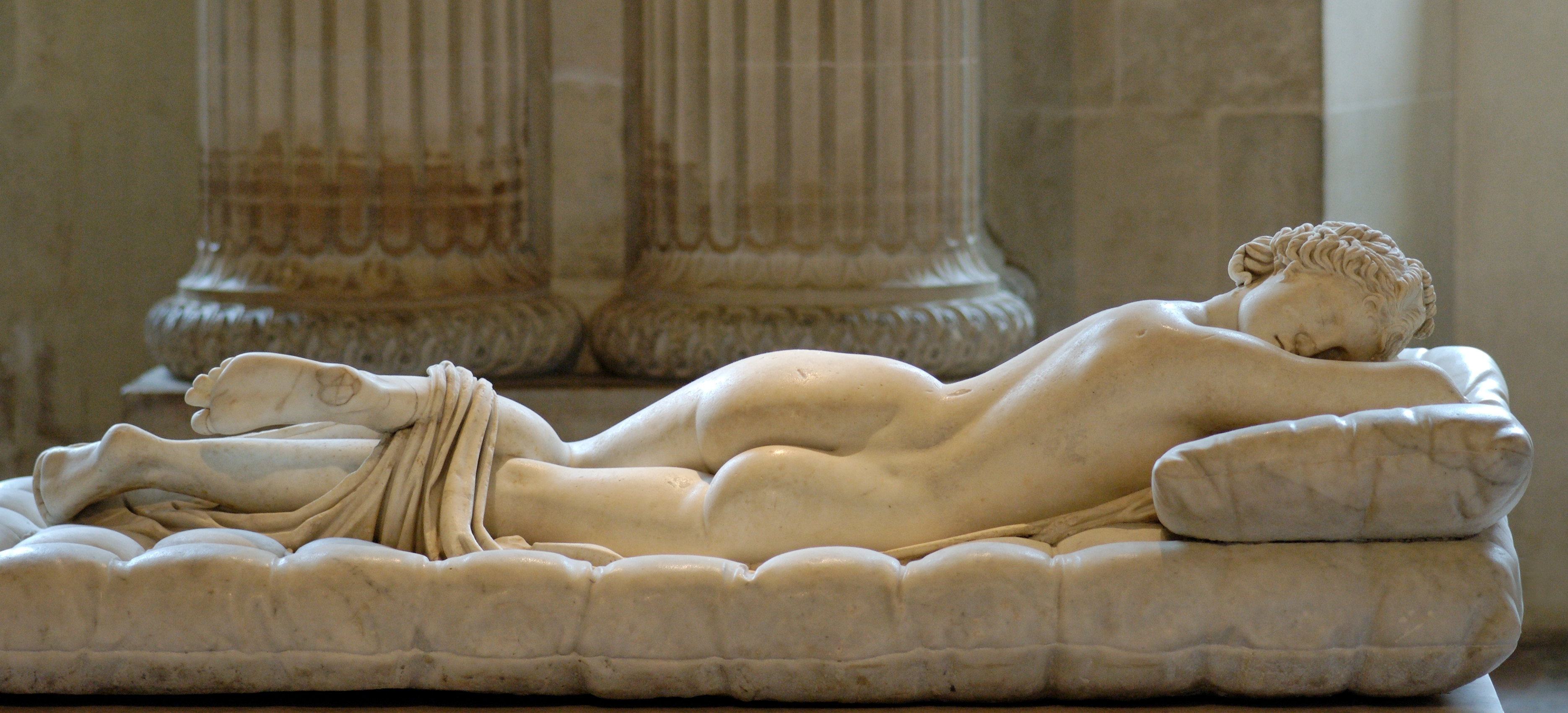
Hermaphrodite Borghèse, dit aussi Hermaphrodite endormi.
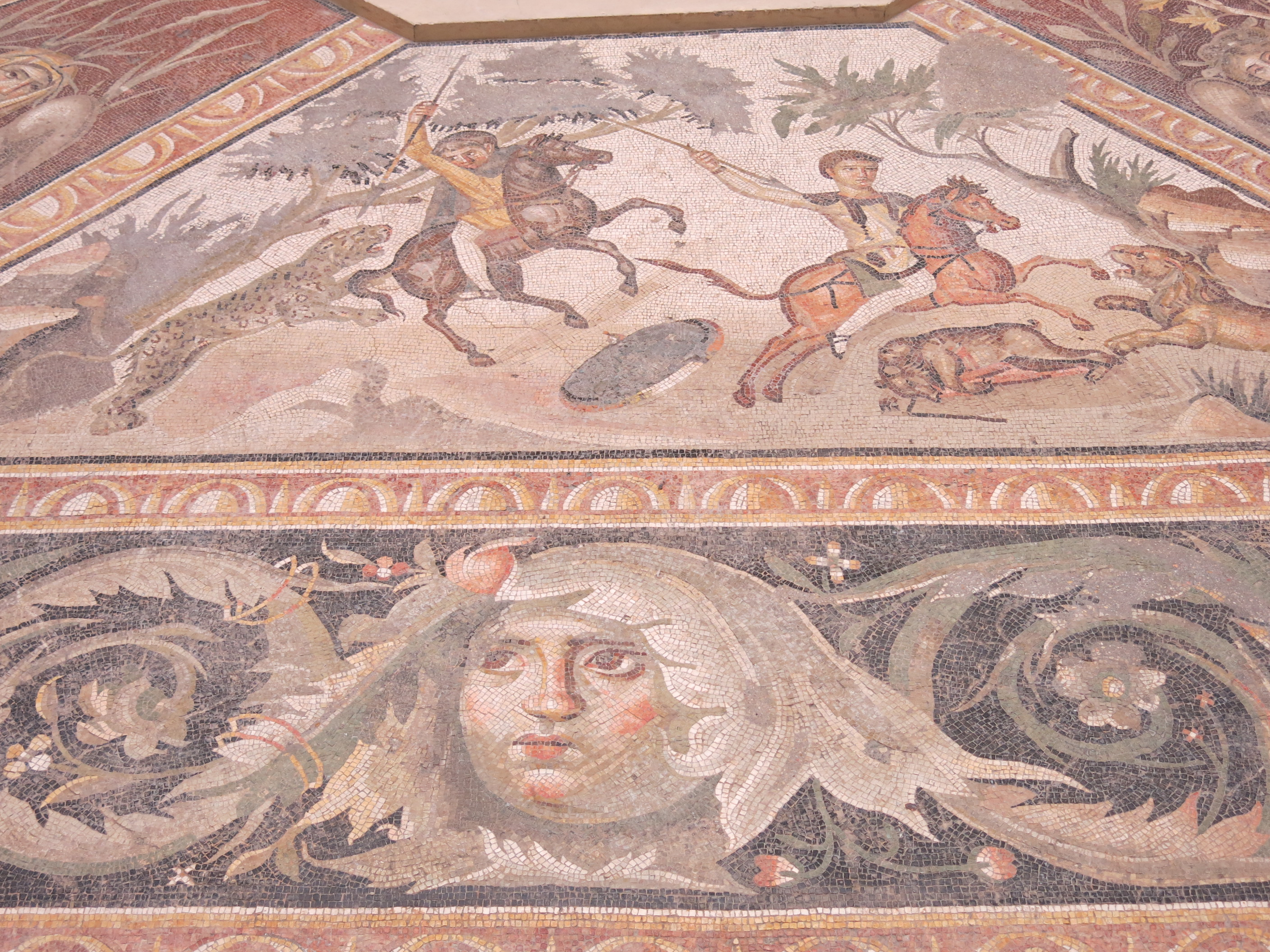
Mosaïque des Saisons
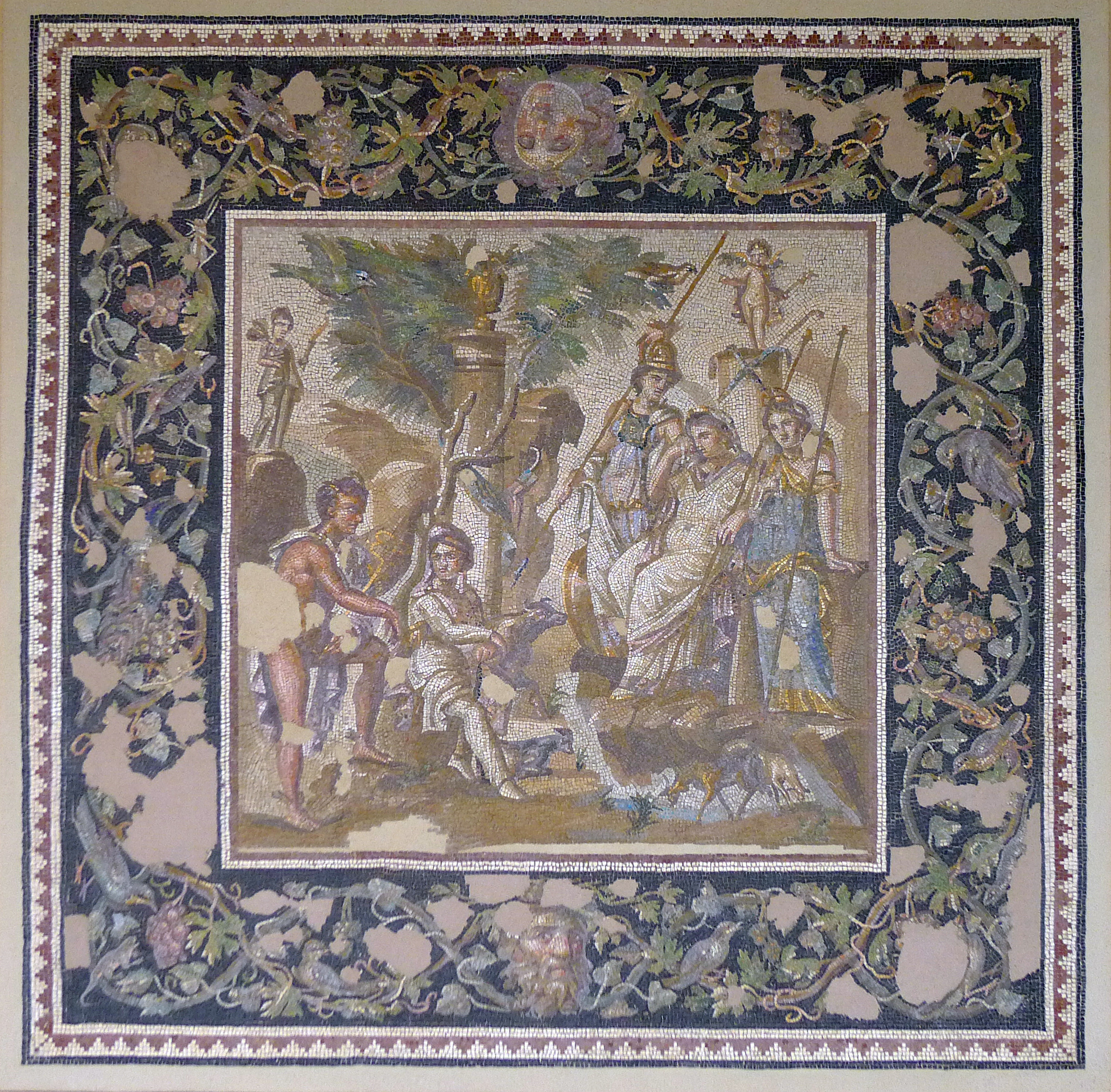
Mosaïque du Jugement de Pâris
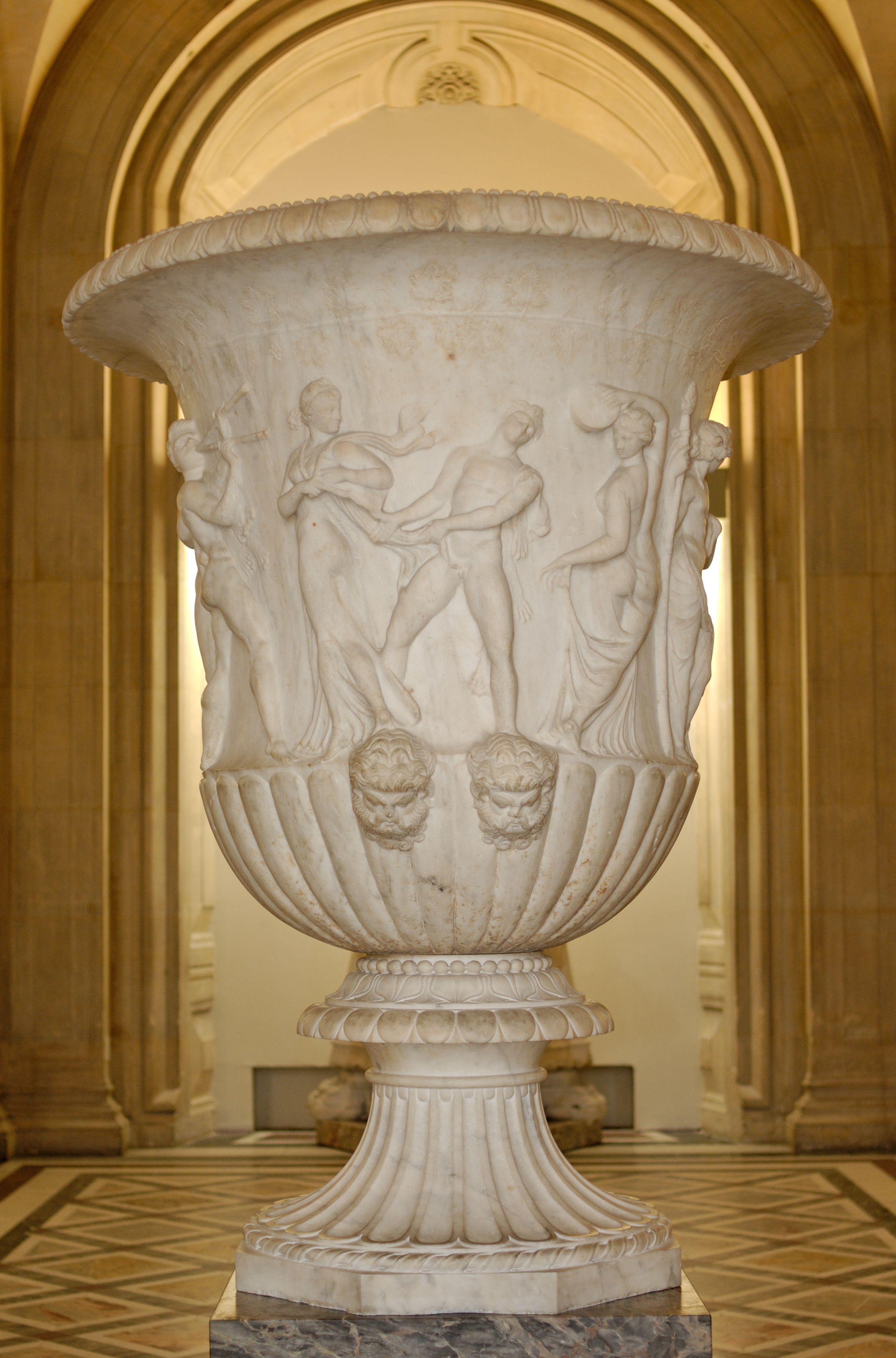
Vase Borghèse
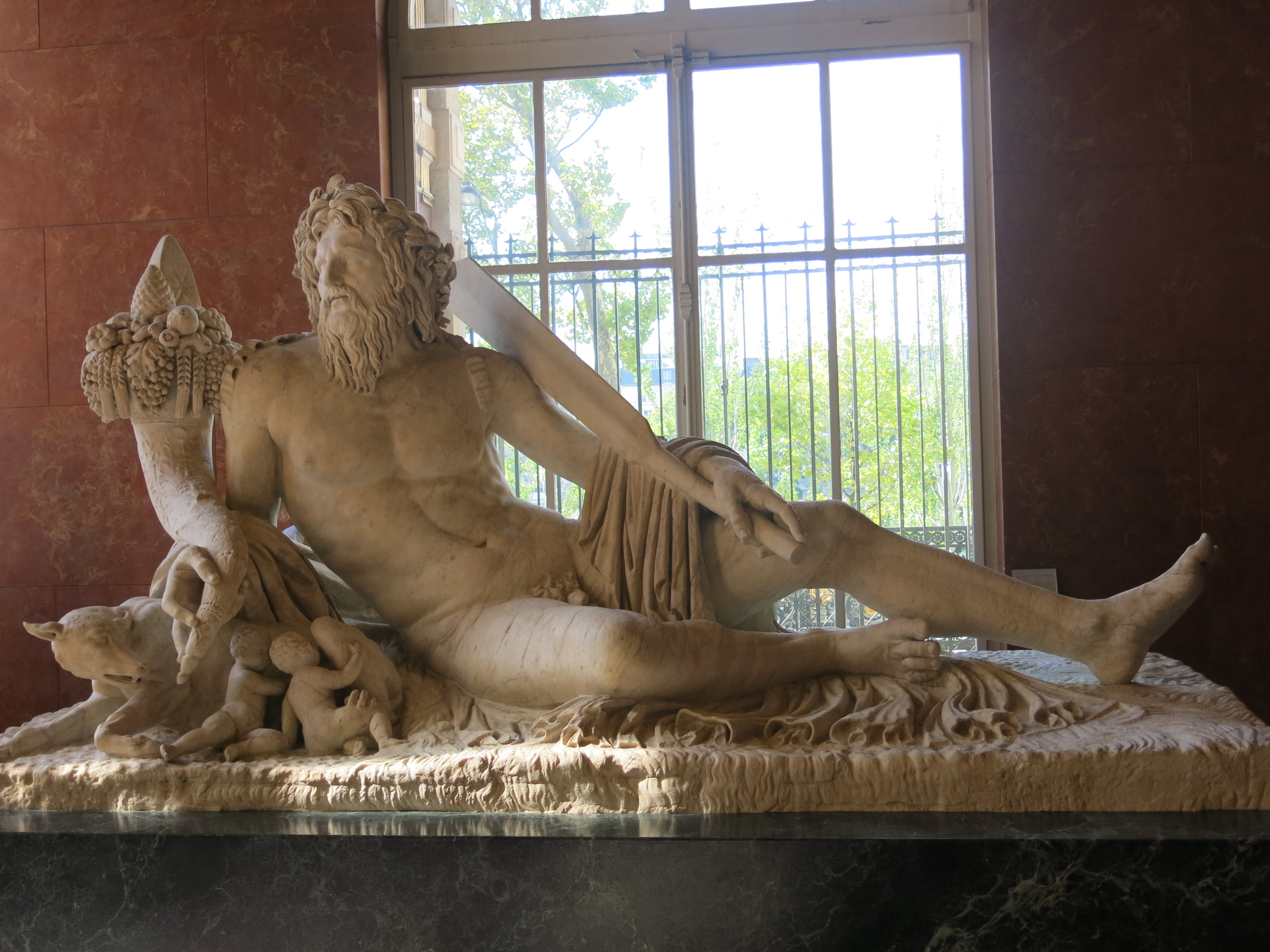
Statue du Tibre avec Romulus et Rémus
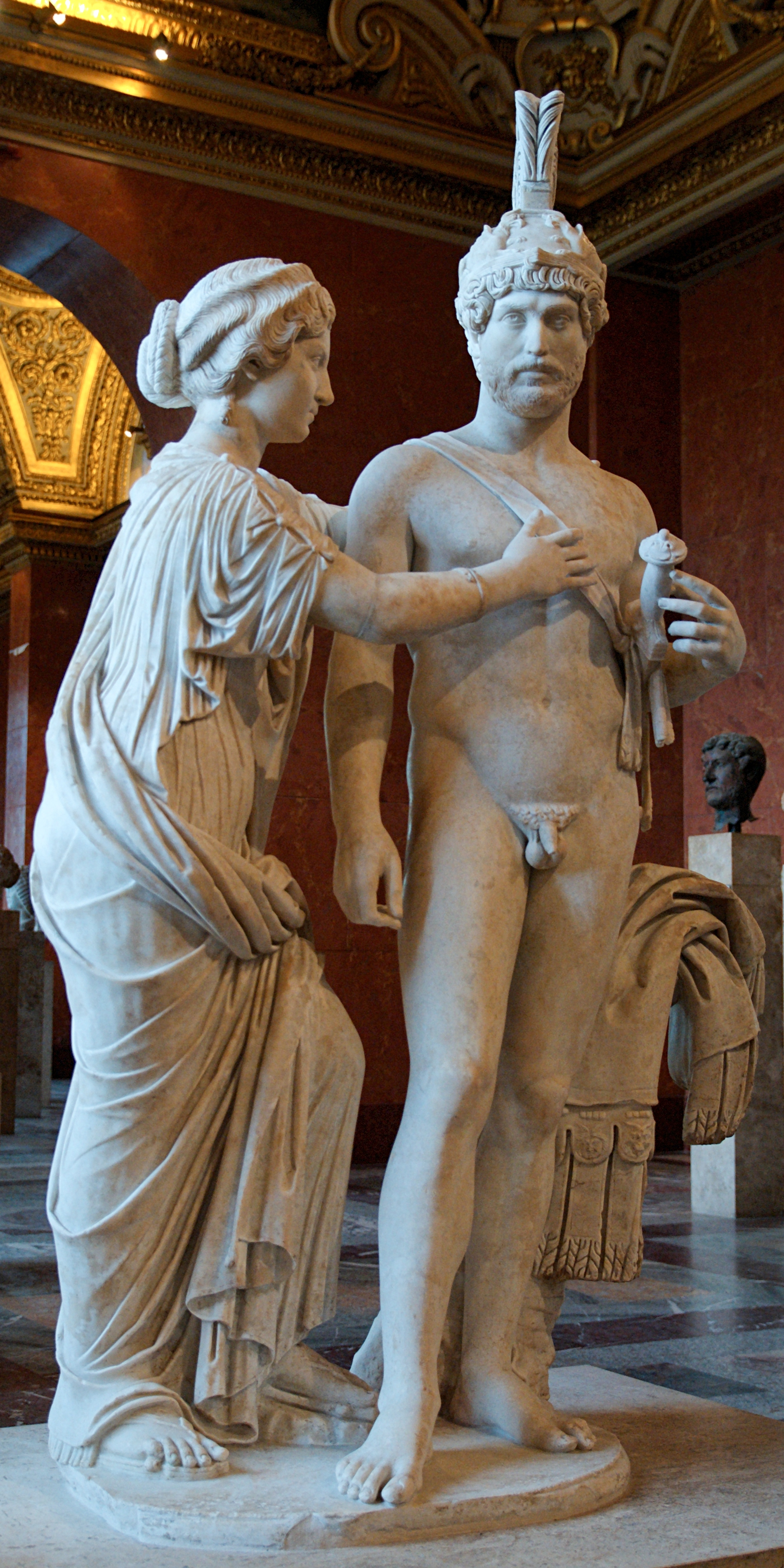
Vénus et Mars

| Objet           | Description | Origine et datation                                                      |
| --------------- | --- | ------------------------------------------------------------------------ |
|                 | Trésor de Boscoreale Dépôt d'orfèvrerie découvert en 1895 à Boscoreale, cité romaine ensevelie par le Vésuve, lors de l'éruption qui détruisit Pompéi en 79. Le trésor comprend des bijoux d'or, des bracelets et boucles d'oreilles, mais aussi des coupes, gobelets, vaisselle en argent richement ouvragés.                                                                                             | Boscoreale, près de Naples. Ier siècle.                                  |
| Ma 1355, LL 30  | Lion Albani Copie romaine en basalte vert d'une sculpture animalière grecque. Sphère en marbre jaune antique. Denon, salle du Manège. | Collection Alessandro Albani Copie romaine d'un bronze grec. Ier siècle. |
| MR 314, Ma 1354 | Vieux Pêcheur, dit aussi Sénèque mourant Statue romaine en marbre noir et albâtre, copie d'un original hellénistique, sur un support moderne en forme de bassin en brèche violette. Hauteur : 1,83 m. Denon, rez-de-chaussée, salle du Manège. | Collection Altemps, puis collection Borghèse. IIe siècle.                |
| Ma 1880         | Triomphe de Neptune et Amphitrite Fragment de mosaïque du sol d'une grande salle de réception romaine de 8,36 × 7,14 m, trouvée à Constantine en 1845 (mission du capitaine Delamare). Mosaïque polychrome en marbre, calcaire et pâte de verre. Le couple divin est représenté sur un char tiré par quatre chevaux, entouré de créatures et symboles marins. Notice no 24544, base Atlas, musée du Louvre | Cirta (Constantine, Algérie) Ier quart du IVe siècle après J.-C.         |

## Acquisitions récentes
- 2001 : Hydrie cinéraire (vase grec en bronze, don des Amis du Louvre) ;
- 2004 : Tête de cheval en marbre (art grec, don des Amis du Louvre) ;
- 2017 : Tête de Pompée en marbre, dont c'est l'un des trois seuls portraits connus (art romain, don des Amis du Louvre).
- 2020 : Apollon citharède de Pompéi, sculpture en bronze (art grec, achat + mécénat + souscription publique)
- 2021 : Statue romaine d'Harpocrate en marbre (art romain, Ier ou IIè siècle).